# 近鉄バス
近鉄バス株式会社（きんてつバス、英: Kintetsu Bus Co., Ltd.）は、大阪府・京都府を営業地域としてバス事業を行う日本の企業。近鉄グループホールディングスの連結子会社、近鉄バスホールディングスの完全子会社。
1999年5月6日に会社設立、同年10月1日に近畿日本鉄道（後の近鉄グループホールディングス）から乗合バス事業等を継承して営業開始した。2006年9月1日に近鉄観光バスを合併して貸切バス事業を継承。

## 概要
1929年（昭和4年）5月25日、近畿日本鉄道の前身である大阪電気軌道がバス事業を開始、「奈良春日奥山周遊線」を運行開始。実質的には定期観光バスの形態であった。奈良春日奥山周遊線は1938年9月に奈良自動車（現・奈良交通）へ譲渡された。これが現在の近鉄バスにつながる事業のルーツとなった。
一般路線バスの運行エリアは、大阪府内の近畿日本鉄道（南大阪線・大阪線・奈良線）、西日本旅客鉄道（JR西日本）の片町線（学研都市線）・関西本線（大和路線）・東海道本線（JR京都線）、阪急電鉄の京都線沿線を中心とした河内（中河内・南河内）・北摂地域東南部である。近鉄沿線から遠く離れた阪急京都線沿線にも路線を持つ理由は、1965年7月1日に茨木バスを買収した経緯を持つためである。その他、京都市伏見区、奈良県三郷町にも路線を持つ。
高速バス路線も多数運行しており、近畿日本鉄道時代の1980年代後半から、大阪市・京都市を拠点として本州・四国・九州各地へ長距離高速バスを展開している。
近畿日本鉄道（近鉄電車）は近畿から中京まで長大な路線網を有しているが、各地域の一般路線バスは近鉄グループのバス事業者が地域ごとに分担していることもあり、近鉄バスの一般路線バスの営業エリアはほぼ大阪府下に留まる。奈良県と京都府南部は奈良交通、三重県と愛知県は三重交通が担当する。また養老鉄道に分離した養老線沿線の岐阜県西濃地区の一般路線、および近畿日本鉄道が開設に関わった名神ハイウェイバスは三重交通グループの名阪近鉄バスが担当している。

## 沿革

### 大阪電気軌道・近畿日本鉄道
- 1929年（昭和4年）5月25日 ： 近畿日本鉄道の前身である大阪電気軌道がバス事業を開始、「奈良春日奥山周遊線」を運行開始[2]。

- 1960年（昭和35年） ： 近畿日本鉄道自動車局、日本初の2階建てバス「ビスタコーチ」を独自開発、上本町 - 石切神社前間で運行開始。
- 1965年（昭和40年）7月1日 ： 茨木バスの事業を譲受し、茨木市を中心とした地域にも進出。
- 1984年（昭和59年） ： 上本町バスセンターを開設。

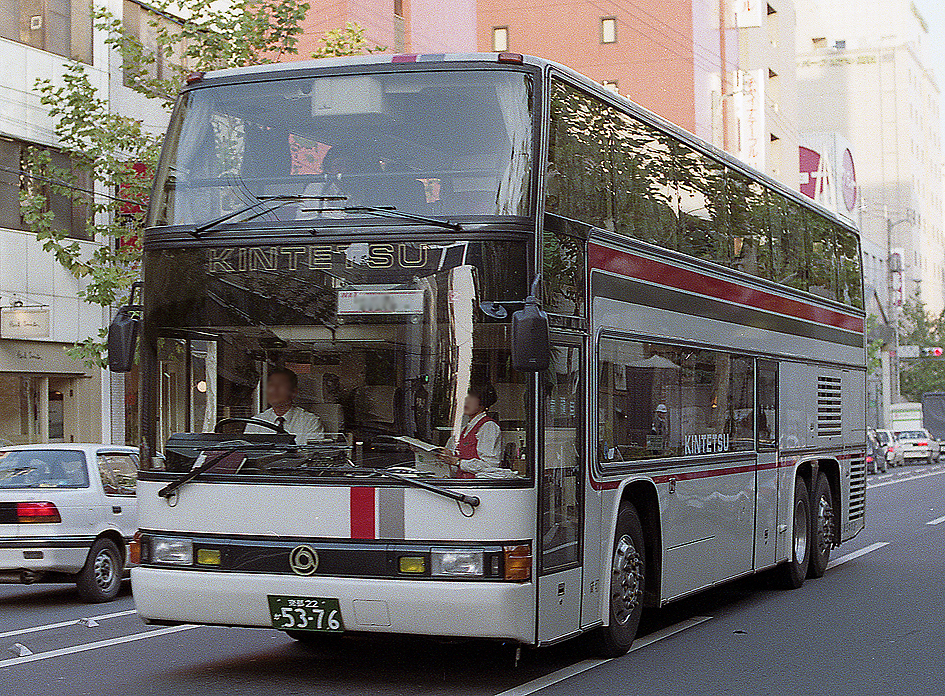
日野・グランビュー
P-RY638AA
近畿日本鉄道（市販第1号車）

- 1985年（昭和60年） ： 2階建て観光バス「ビスタカー」として、日野・グランビューを導入。
- 1986年（昭和61年） ： 電子機械式オートマチック車（日野・ブルーリボン、EEドライブ搭載車）を導入。
- 1988年（昭和63年）
  - 7月8日 ： 初の夜行高速バスとして、大阪上本町バスセンター - 熊本間に「サンライズ号」を運行開始、以後拡充。
  - 11月11日 ： あべの橋バスステーションを開設。

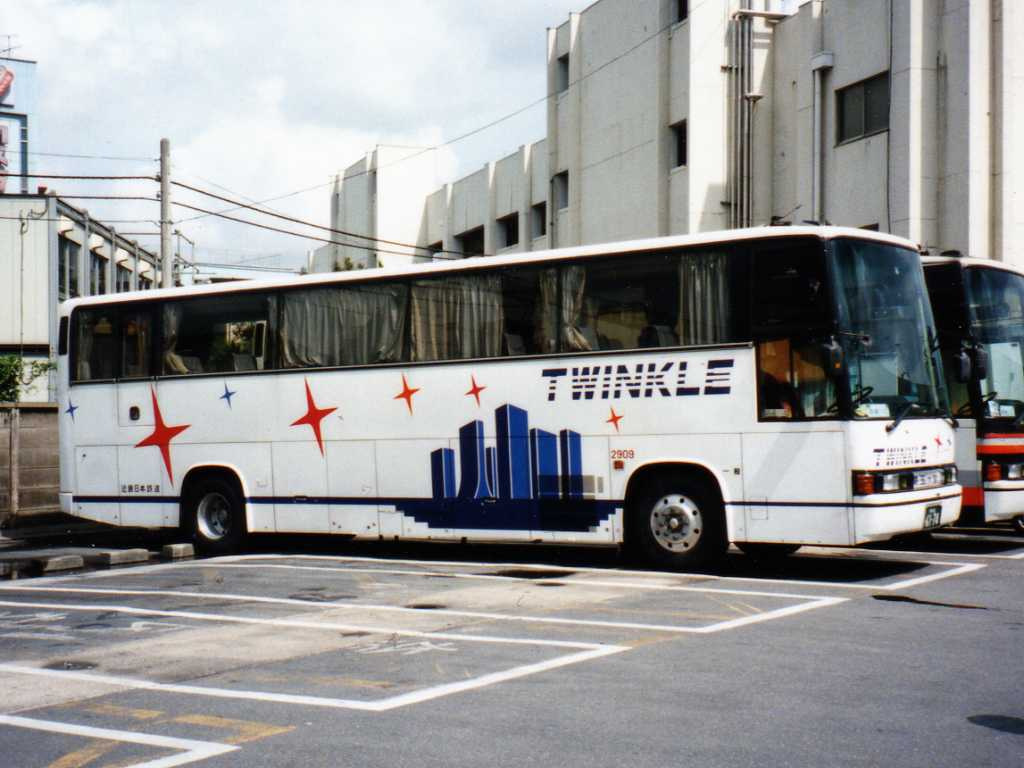
「ツィンクル号」専用車（国際興業バス戸田営業所、1994年）

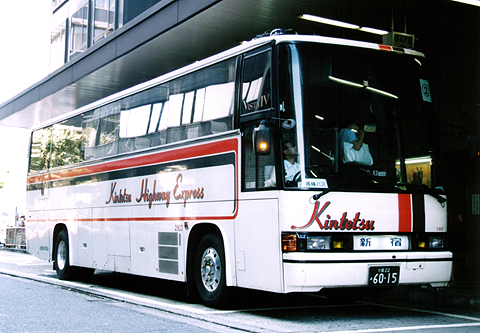
「ツインクル号」続行便
（新宿高速バスターミナル、2007年）

- 1989年（平成元年）12月6日 ： 近鉄では初となる東京への夜行高速バスとして、新宿 - 大阪間に「ツィンクル号」を運行開始。

- 1994年（平成6年）

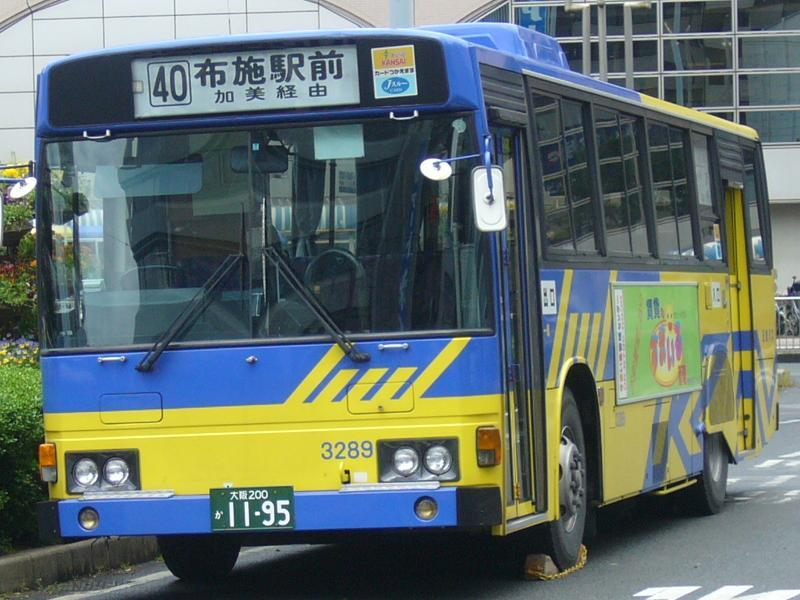
初期の現行塗装車
（日野・ブルーリボン）

  - 5月 ： 一般路線バスに現行塗装車が初登場。在来車も塗り替えを開始。
  - 9月4日 ： 上本町 - 関西国際空港間に空港リムジンバスを開設。
- 1996年（平成8年）3月23日 ： 高速バス、大阪シティエアターミナル (OCAT) への乗り入れを開始。
- 1998年（平成10年）2月21日 ： 奈良営業所廃止。阪奈生駒線などの奈良県内の主要路線が廃止される[注釈 4]。
- 1999年（平成11年）4月1日 ： 奈良県内の貸切バス事業廃止。奈良県内の貸切事業はグループの奈良観光バスへ移管。

### 近鉄バス
- 1999年（平成11年）
  - 5月6日 ： 近鉄バス株式会社および近鉄観光バス株式会社を設立。
  - 10月1日 ： 近畿日本鉄道（自動車局）より乗合自動車業等の譲渡を受け営業開始。バス事業を分社化。
- 2000年（平成12年）9月30日 ： 分社化後初となる高速バスとして、大阪・京都 - 甲府間「クリスタルライナー」を開設。初の関西 - 山梨を直結する公共交通機関となる。以後も高速路線をさらに拡充。
- 2001年（平成13年）
  - 3月31日 ： ユニバーサル・スタジオ・ジャパン (USJ) への乗り入れを開始。
  - 10月 ： 一般路線車の現行塗装への統一が完了。
- 2002年（平成14年）3月21日 ： 大阪 - 新宿間に激安高速バス「カジュアル・ツィンクル号」を開設。
- 2003年（平成15年）7月10日 ： 大阪 - 軽井沢間に高速バス「千曲川ライナー」を開設、同時に高速路線の大阪駅前（地下鉄東梅田）停留所への乗り入れを開始。
- 2004年（平成16年）3月20日 ： 京都市交通局から洛西営業所のうち、洛西地区基準系統（西ブロック系統および29・33・特33・73）の路線運行を受託[注釈 5]。
- 2005年（平成17年）7月23日 ： 大阪 - 富士五湖・富士山五合目に「フジヤマライナー」を開設。
- 2006年（平成18年）9月1日 ： 近鉄観光バスを合併。
- 2007年（平成19年）10月1日 ： けいはんなバスホールディングスの設立に伴い、同社の子会社となる。
- 2011年（平成23年）
  - 1月31日 ： 高速バス「しまんとブルーライナー」の昼行便（大阪・神戸・舞子 - 中村・宿毛）を廃止。
  - 2月4日 ： 京都・大阪・神戸 - 安芸・なはり間に高速バス「国虎号」の運行を開始[3][4]。
  - 12月21日 ： 京都・大阪・神戸 - 中津・別府・大分間に高速バス「SORIN号」の運行を開始[5][6][7][8]。
- 2014年（平成26年）
  - 4月1日 ： けいはんなバスホールディングス、近鉄バスホールディングスへ社名変更。
  - 7月10日 ： オープントップバスによる定期観光バス「OSAKA SKY VISTA」を運行開始[9]。
- 2015年（平成27年）4月1日 ： 交通系ICカードPiTaPaを一般路線バス全線と昼行高速バス「八尾・京都特急線」に導入（交通系ICカード全国相互利用サービスにも対応）[10][11]。
- 2019年（令和元年）10月1日：近鉄バス営業開始（分社化）から20周年を迎える。これを記念して、記念乗車券の発売、社員の制服変更[注釈 6]、復刻デザイン塗装のバス運行を実施[12]。
- 2022年（令和4年）3月22日：本社事務所を東大阪市小阪の第5小阪近鉄ビル（河内小阪駅前）から東大阪市長栄寺の布施観光営業所3階に移転[13]。
- 2023年（令和5年）12月21日：金剛自動車（金剛バス）のバス事業撤退に伴い、同社の運行する路線の一部を4市町村コミバス（愛称・金剛ふるさとバス）として運行開始[14]。
- 2025年（令和7年）3月21日：大阪上本町駅2階バスセンターを『近鉄上本町バスターミナル』としてリニューアル[15]。

## 営業所
特記がない限り、ナンバープレートの登録は「大阪」である。
| 営業所名       | 所在地                                | 代表的な管轄路線                             | 備考                                     |
| -------------- | ------------------------------------- | -------------------------------------------- | ---------------------------------------- |
| 布施営業所     | 大阪府東大阪市高井田中一丁目7番31号   | 上本町あべの橋線                             | 布施観光営業所は府道を挟んで向かいにある |
| 布施観光営業所 | 大阪府東大阪市長栄寺19番17号          |                                              | 旧近鉄観光バス布施営業所                 |
| 稲田営業所     | 大阪府東大阪市稲田三島町1番12号       | 萱島線、春宮線、近畿大学線                   |                                          |
| 枚岡営業所     | 大阪府東大阪市東山町4番2号            | 四条畷線                                     |                                          |
| 八尾営業所     | 大阪府八尾市志紀町西三丁目12番地      | 八尾線、花園線、東花園線                     |                                          |
| 松原営業所     | 大阪府松原市上田六丁目3番4号          | 羽曳野線、松原線、北野田線                   | ナンバープレートの登録は「和泉」         |
| 鳥飼営業所     | 大阪府摂津市東別府二丁目2番35号       | 茨木線（八防・東和苑・阪大・平田など各系統） |                                          |
| 京都営業所     | 京都府京都市伏見区向島四ツ谷池7番11号 | 向島団地線                                   | ナンバープレートの登録は「京都」         |

受託営業所
- 洛西営業所 （京都市交通局洛西営業所）
  - 京都府京都市西京区大枝東新林町二丁目2番地
    - 京都市営バスの受託運行を担当。詳細は京都市営バス洛西営業所の項を参照のこと。

廃止営業所
- 奈良営業所（1998年閉鎖）
  - 奈良県奈良市
- 茨田営業所（1989年閉鎖・稲田営業所の前身）
  - 大阪府大阪市鶴見区
- 上狛営業所（1973年閉鎖）
  - 京都府相楽郡山城町（現木津川市。現在は近物レックス京都南営業所）

## 路線バス
近鉄バスでは、系統番号を「XX番」と称している。

### 主な接続鉄道駅および主な接続バス路線
一部コミュニティバスも含む（カッコ内は、駅・駅前などの付かない場合および駅とは別名の接続停留所名）。
なお、ここでは主な路線のみの記載とし、一部路線は省略とする。
近鉄大阪線
大阪上本町駅 - 赤十字病院、警察病院・桃谷駅、あべのハルカス 方面
近鉄八尾駅 - JR八尾駅・八尾南駅・藤井寺駅、荒本駅・JR住道 方面など
河内山本駅 - 河内花園駅、東花園駅 方面

近鉄奈良線
八戸ノ里駅 - 荒本駅・鴻池新田駅、金物団地、近大正門、市立総合病院（東大阪総合医療センター） 方面
若江岩田駅 - 近鉄八尾駅、荒本駅・JR住道 方面
河内花園駅 - 河内山本駅 方面
東花園駅 - 新石切駅・四条畷、住道駅、河内山本駅 方面
2019年11月1日より、瓢簞山駅発着路線は全て東花園駅前発着に変更（瓢簞山駅からの路線は消滅）。

近鉄南大阪線
大阪阿部野橋駅（あべのハルカス・あべの橋東口） - 大阪上本町駅 方面
河内天美駅 - セブンパーク天美 方面
河内松原駅 - さつき野、余部、平尾 方面など
藤井寺駅 - 古市駅、羽曳ヶ丘、四天王寺大学、桃山台、八尾南駅・JR八尾駅・近鉄八尾駅、アマゾン藤井寺FC 方面
古市駅 - 藤井寺駅、羽曳ヶ丘、四天王寺大学、桃山台 方面

近鉄長野線
喜志駅 - さつき野 方面、金剛ふるさとバス（太子町・河南町方面）
富田林駅 - 金剛東団地、平尾・北野田駅 方面、金剛ふるさとバス（河南町方面）

近鉄けいはんな線
荒本駅 - JR住道・萱島、近鉄八尾駅、八戸ノ里駅・河内小阪駅、鴻池新田駅 方面
新石切駅 - 東花園駅、JR住道、四条畷 方面

近鉄京都線
竹田駅（竹田駅東口） - 向島ニュータウン・向島駅 方面
向島駅 - 向島ニュータウン循環、竹田駅東口 方面

京阪本線
萱島駅（萱島） - JR住道 方面

阪急京都本線
茨木市駅 - JR茨木駅、阪大・美穂ヶ丘、花園東和苑、南摂津駅、平田一丁目 方面など

JR西日本 JR京都線 （東海道本線）
JR総持寺駅 - 阪急茨木市駅、花園東和苑 方面
茨木駅 - 阪急茨木市駅、阪大・美穂ヶ丘、春日丘公園、平田一丁目 方面など
千里丘駅 - 摂津市内 方面

JR西日本 学研都市線 [片町線]
鴻池新田駅 - 荒本駅・八戸ノ里駅・河内小阪駅 方面
住道駅（住道駅前、JR住道、住道駅南、住道駅中央） - 萱島、荒本駅・近鉄八尾駅、新石切駅・東花園駅、生駒登山口 方面など
四条畷駅（四条畷） - 新石切駅・東花園駅、清滝団地・四条畷電通大 方面

JR西日本 おおさか東線
久宝寺駅 - アリオ八尾 方面

JR西日本 大和路線 [関西本線]
天王寺駅（あべの橋） - 近鉄上本町駅 方面
八尾駅 - 近鉄八尾駅、アリオ八尾、八尾南駅・藤井寺駅、JR久宝寺駅 方面

JR西日本 大阪環状線
桃谷駅 - 警察病院・上本町駅 方面

京都市営地下鉄
竹田駅（竹田駅東口） - 向島ニュータウン・向島駅 方面

Osaka Metro
谷町九丁目駅（近鉄上本町駅） - 赤十字病院、警察病院・桃谷駅、あべのハルカス 方面
天王寺駅（あべの橋） - 近鉄上本町駅 方面
八尾南駅 - JR八尾駅・近鉄八尾駅、藤井寺駅 方面

大阪モノレール
南摂津駅 - 阪急茨木市駅 方面

南海高野線
北野田駅 - 平尾・富田林駅、さつき野、多治井 方面　※多治井方面行は南海バス共同運行

### 一般路線の運賃制度
一般路線バスの運賃（2023年11月1日改定、以下大人運賃）は、大阪府下の近鉄沿線を中心とした地域は、初乗り（半区）240円の特殊区間制。
あべの・上本町シャトルバス等の近鉄上本町駅発着路線や近畿大学シャトルバスでは特定運賃120円となっている。
茨木・摂津地区は250円の均一運賃となっている（阪急バスと同調、2024年10月1日改定）。
京阪バス・南海バスと運賃を同調している区間がある。
大阪市内では大阪シティバスに合わせた均一運賃（210円）、京都市内では京都市バスに合わせた運賃制度となっている（均一区間230円、市バス路線が無い向島地区は初乗り170円の区間制）。
なお、山間部・郊外などで対キロ制運賃（初乗り200円）を採用している区間もある。2023年に金剛バスから引き継いだ金剛ふるさとバスは、金剛バスの運賃を引き継いでおり初乗り160円の対キロ区間制となっている。
また、PL病院正面玄関前停留所においては病院利用者向けに富田林駅前との間で無料とする扱いを行っている。
一般路線バスにおいては、2015年4月1日より、PiTaPa・ICOCAなど10種類の交通系ICカード相互利用を開始し、一般路線バス全線と当時設定されていた八尾市内 - 京都間の高速バスで導入された。PiTaPa利用時には月あたりの利用金額1,001円以上で割引が発生する（登録不要）。また、登録型割引で一定額以内での利用が可能となっている（当初は茨木・摂津地区のみ、のち全線に拡大）。なお、ポストペイであるPiTaPaを除くICカードは、近鉄バス車内でのチャージはできないので あらかじめ鉄道駅やコンビニエンスストアなどでチャージしてから利用することになる。
過去には自社専用による磁気乗車カード「近鉄バス回数カード」が利用可能であった（2019年9月30日で発売終了、2020年11月30日で利用終了）。 なお、2025年3月現在、回数券ICカード は発売していない。
定期券は区間指定とゾーン定期がある。ゾーン定期は鉄道駅を基準に同一運賃区間内で自由に下車可能な定期券である（摂津・茨木地区はエリア内全線定期として発売）。
バス定期券類はバス営業所や出張発売所での扱いとなるほか、近鉄バス本社への申込みによる通信販売（長らく電話申込みのみであったが2022年よりweb申込みを導入）も行われている。2022年9月1日よりウェルネットが提供するスマートフォンアプリ「バスもり!」を使用してスマートフォンの画面を定期券とする「スマホ定期券」を発売開始した。なお、スマホ定期券はゾーン定期のみで割引率が窓口販売の定期券と異なるほか、小児・各種割引の設定がない。金剛ふるさとバスについては、紙定期券（富田林駅前のきらめきファクトリーでのみ発売）のほかレシップのスマートフォンアプリ『QUICK RIDE』を使ったスマホ定期券（他の一般路線とは異なるアプリ）を発売している。
以前は鉄道各社との連絡定期券もあったが、2023年1月31日をもって近鉄電車との連絡定期券を発売終了（同時に近鉄駅での近鉄バス単独定期券も発売終了）、同3月31日をもって阪急電鉄との連絡定期券も発売を終了。JR西日本との連絡定期券も2023年8月31日で発売を終了している。電車・バス連絡定期券は駅を基準に同一運賃区間内で自由に下車可能なゾーン定期であった。また、連絡定期券の場合は近鉄・阪急・JRの駅（窓口または定期券対応券売機）での発売であった。
障害者割引については、身体障害者手帳・療育手帳所持者を対象に、普通券は5割引、定期券は3割引が適用される。また、介護人は、旅客鉄道運賃減額に第一種と記載されている場合に限り適用される。

## コミュニティバス

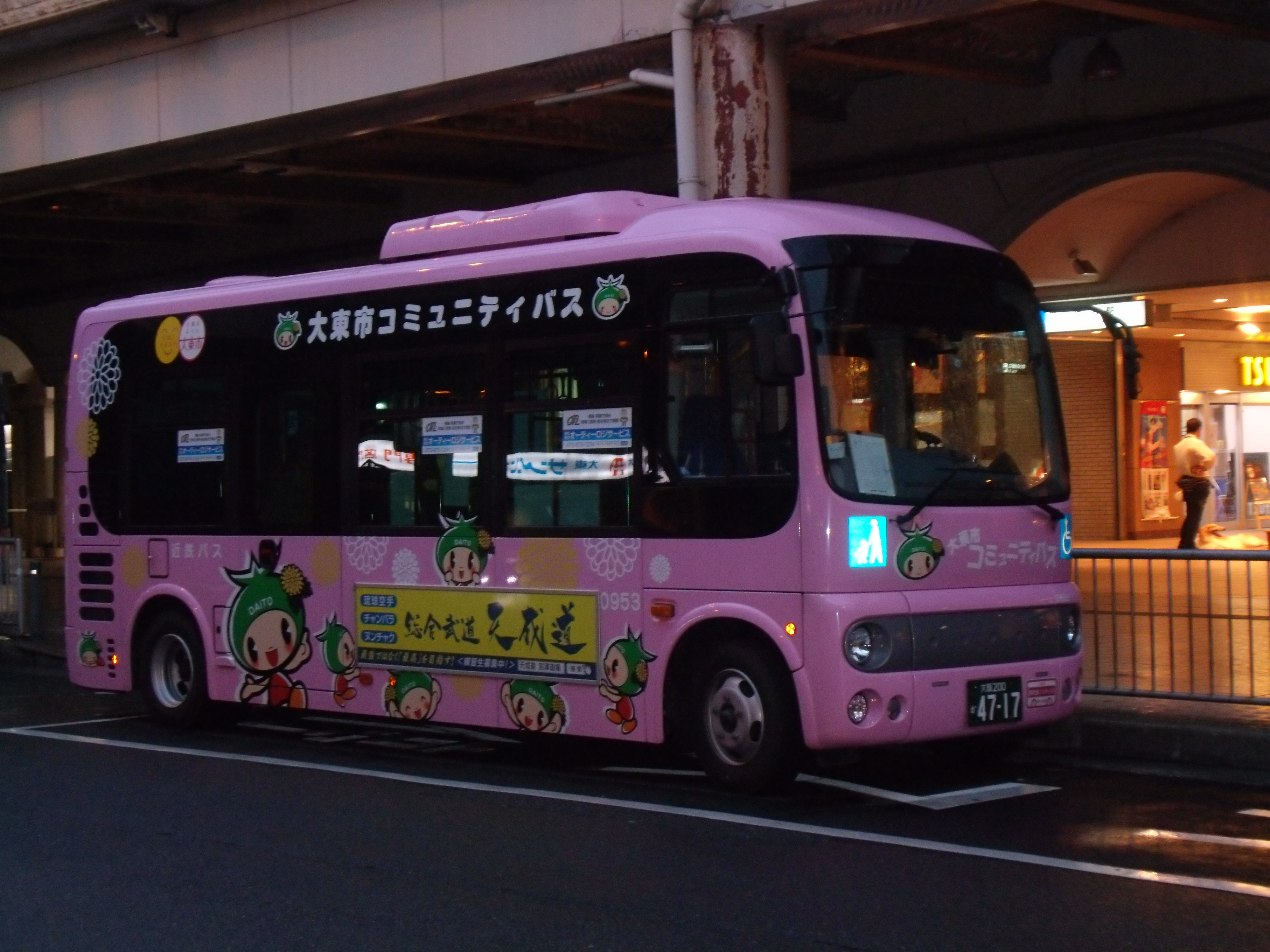
大東市コミュニティバス（住道駅北口で撮影）

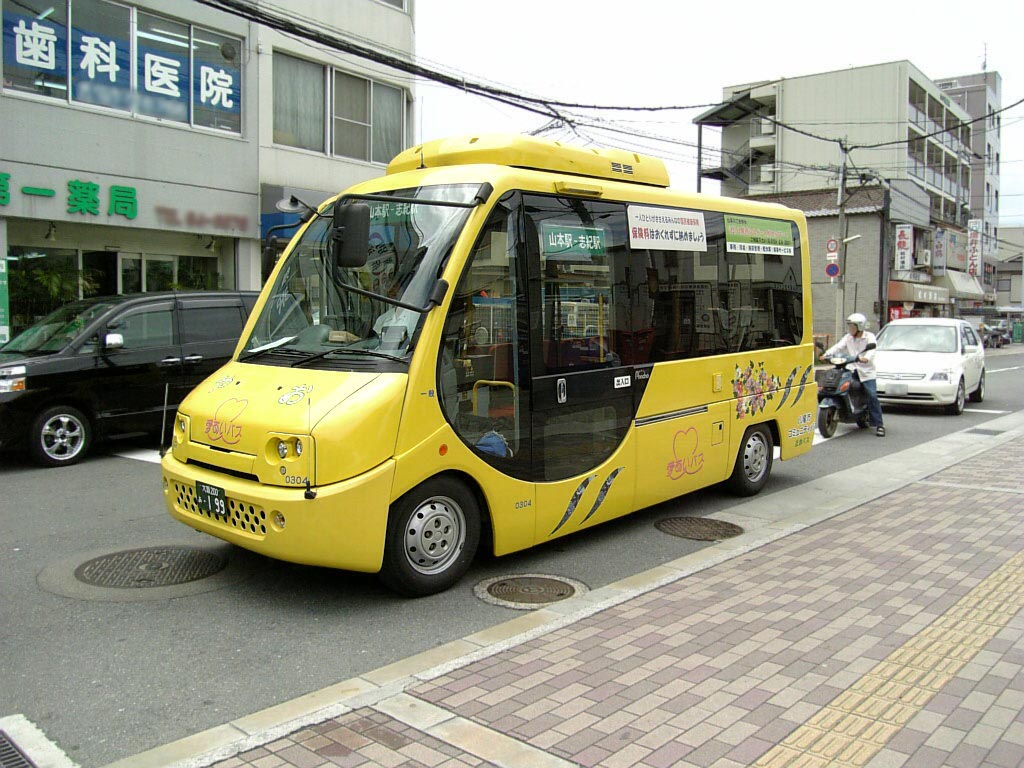
八尾市「愛あいバス」専用車両
日野・ポンチョ（初代）

摂津市内循環バス
摂津市。JR千里丘 - 江口橋など。
大東市コミュニティバス
大東市。住道駅発着の各路線。なお、大東市では別途乗合タクシーも運行。
市立東大阪医療センターシャトルバス
東大阪市の市立東大阪医療センターへの路線。大阪府下で初めてのコミュニティバス。当初は100円均一であったが、現在は通常運賃となっている。
富田林市レインボーバス
富田林市。運賃は、1乗車均一制運賃。富田林駅を起点に金剛東団地方面へ、既存の近鉄バスおよび南海バスと異なる経路で循環。金剛連絡所から南海高野線の金剛駅までは徒歩移動可能な距離である。
4市町村コミバス
富田林市、大阪府太子町、河南町、千早赤阪村。4市町村で運行していた金剛バスの路線バス事業廃止に伴い開業した路線。このうち喜志駅発着の2路線と富田林駅発着の1路線を担当する。運賃は当面の間、金剛バスの運賃を引き継いでいる。

## 高速バス

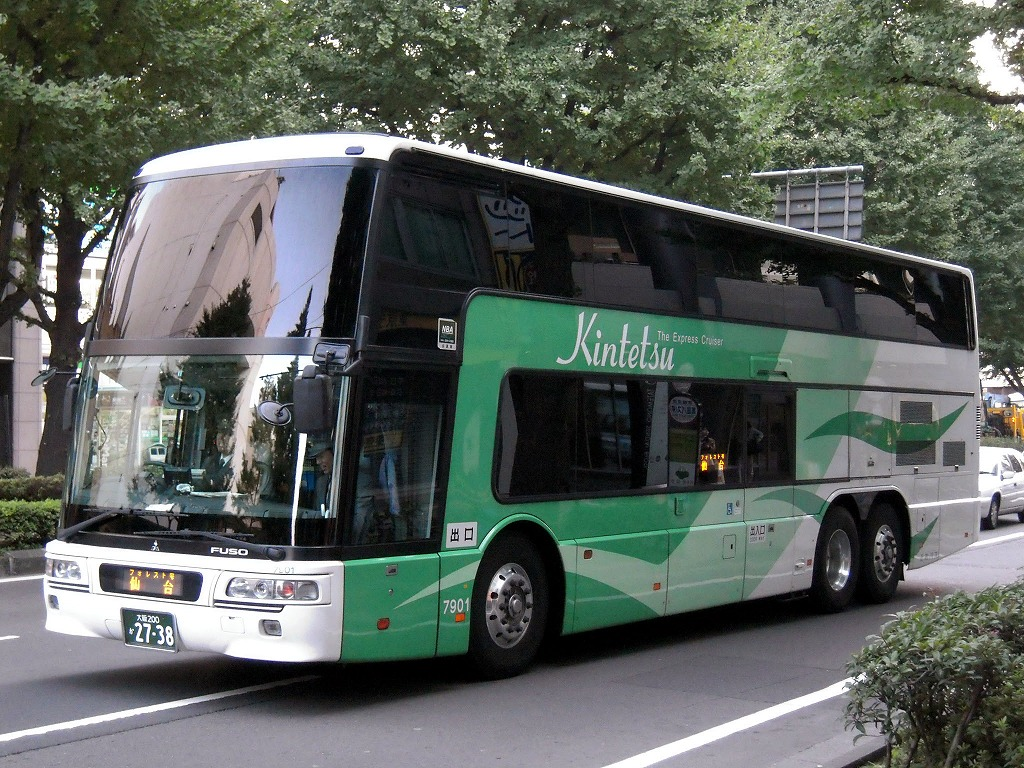
夜行高速バス フォレスト号（仙台駅前で撮影）

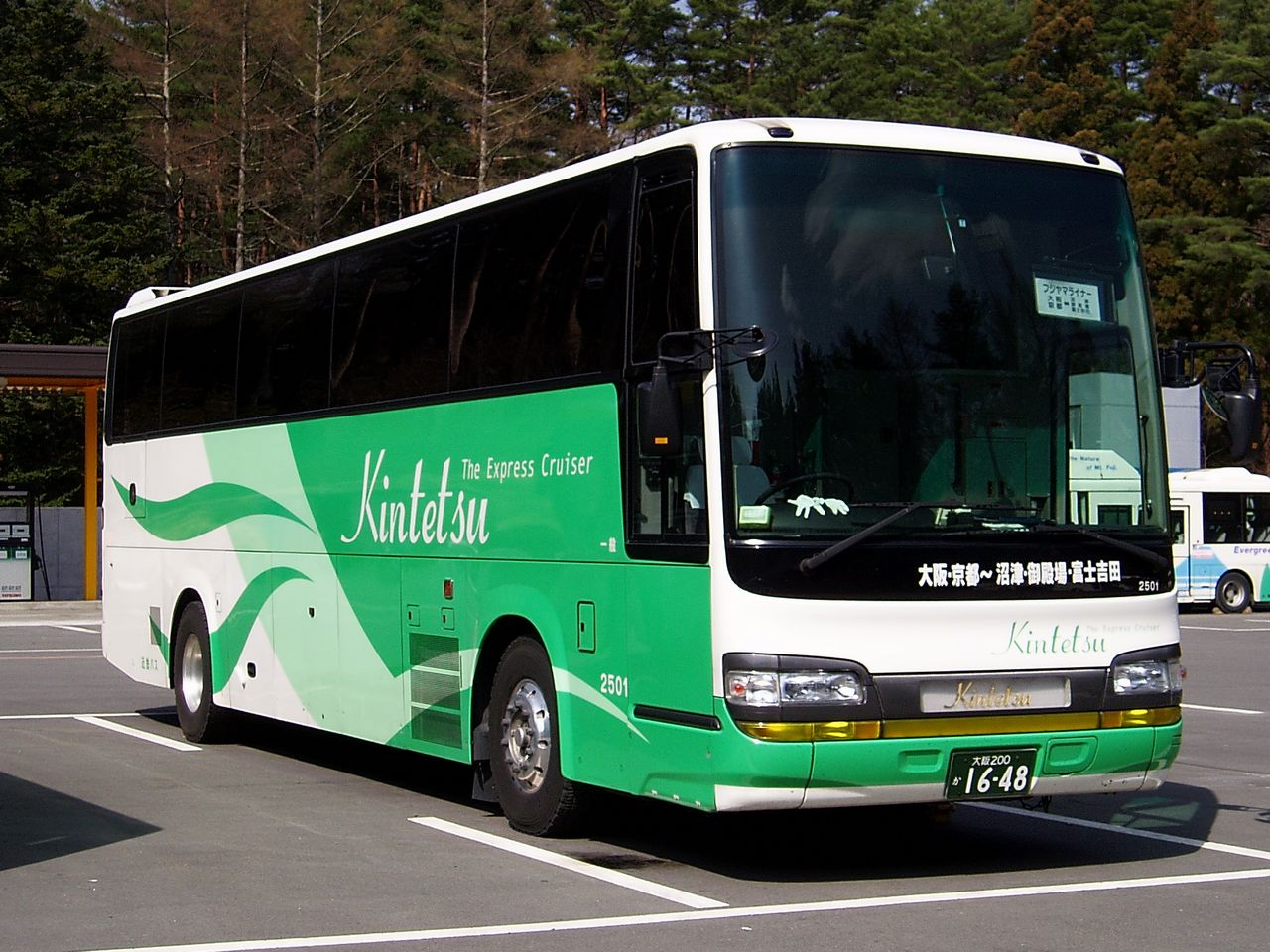
夜行高速バス フジヤマライナー号（富士急山梨バス本社営業所で撮影）

JRバスと並んで、首都圏 - 大阪間の格安夜行便の運行に積極的だが、大阪 - 徳山間「のんた号」（廃止）で途中の仮眠時間を確保しつつ、運行時間を延ばして全区間1人乗務といった最小限の乗務員運行を積み重ねた実績があり、それを東京 - 大阪間や京都 - 熊本間の便で活用している。
夜行高速バスではツアーバスから転換した新高速乗合バス等との競合などもあり、一部の便で集約を伴う路線統合が行われている。
夜行便は基本的には3列シートでの運転であるが、東京方面および熊本方面の格安便は4列シートでの運転となる。かつて近鉄バスでは積極的にダブルデッカーを採用していたが、共同運行の相手によってはダブルデッカーで運転されないこともあった。近鉄バスでは2018年までにダブルデッカーを退役させたため現存していない。
詳細は下記路線記事もしくは担当営業所記事（八尾、布施、稲田、京都）を参照。
〔 〕内は共同運行会社。

### 夜行バス

#### 東北方面
- 大阪・京都 - 仙台 「フォレスト号」〔宮城交通〕
- 大阪・京都 - 郡山・福島 「ギャラクシー号」〔福島交通〕

#### 関東・信越方面
- 大阪・京都 - 久喜・栃木・宇都宮 「とちの木号」〔関東自動車〕
- 大阪・京都 - つくば・土浦・水戸 「よかっぺ号」〔関東鉄道〕
- 大阪・京都 - 池袋・大宮 「サテライト号」※2代目〔単独運行〕
- 大阪・京都 - 横浜・東京駅・上野・浅草 「フライングライナー号」〔東北急行バス〕
- 大阪 - 東京駅 「フライングスニーカー大阪号」〔東北急行バス〕
- 大阪・茨木 - 八王子・バスタ新宿 「ツィンクル号」〔西東京バス〕
- 大阪・茨木 - バスタ新宿 「カジュアル・ツィンクル号」〔西東京バス〕
※ 2008年4月24日発までは多摩バス（西東京バス子会社）との共同運行であったが、その後西東京バスが復帰。
- 大阪・京都 - 東静岡・富士宮・富士吉田 「フジヤマライナー」〔富士急バス〕
- 大阪・京都 - 沼津・御殿場・新松田・小田原 「金太郎号」 〔富士急湘南バス〕
- 大阪・京都 - 韮崎・甲府 「クリスタルライナー」〔山梨交通〕（昼・夜運行）
- 大阪・京都 - 上田・小諸・軽井沢 「千曲川ライナー」〔千曲バス〕

#### 四国方面
- 京都・大阪・神戸 - 中村・宿毛 「しまんとブルーライナー」〔高知西南交通〕

#### 九州方面
- 京都・大阪・神戸 - 長崎 「オランダ号」（近鉄バス単独運行）
- 京都・大阪・神戸 - 熊本 「サンライズ号」〔九州産交バス〕
- 京都・大阪 - 熊本 「あそ☆くま号」 （※上記「サンライズ号」の格安便）〔九州産交バス〕
- 京都・大阪・神戸 - 別府・大分 「SORIN号」〔大分バス〕

### 昼行バス

#### 近畿内
- 大阪 - ネスタリゾート神戸（単独運行、2023年4月1日開設）[38]

#### 中部方面
- 大阪・京都 - 郡上八幡・飛騨高山 「ウエストライナー」〔濃飛バス〕
- 大阪・京都 - 小松・金沢「金沢特急線」〔北日本観光自動車〕

### アウトレットモール直行バス
大阪と京都から兵庫と滋賀のアウトレットモールへ2路線を運行している。
- 大阪 - 神戸三田プレミアム・アウトレット 「特急 神戸三田プレミアム・アウトレット号」
2010年より主催旅行（ツアーバス）として運行開始、2011年7月16日より路線化
- 大阪 - 三井アウトレットパーク滋賀竜王
2012年11月3日運行開始

### 運行支援路線
以下の路線は自社では運行せず、京都もしくは大阪側での予約・発券・運行支援のみを行う。
- 大阪 - 神辺・井原・笠岡・鴨方（カブトガニ号）〔井笠鉄道→中国バスの単独運行〕
- 大阪 - 福山・府中・尾道（びんごライナー）〔中国バスの単独運行。過去に近鉄バスも運行〕

## 空港リムジンバス
- 関西空港便
  - 心斎橋・近鉄上本町 〔関西空港交通〕
  - あべのハルカス〔関西空港交通〕
  - ユニバーサル・シティウォーク大阪・ユニバーサル・スタジオ・ジャパン・天保山・グランドプリンスホテル大阪ベイ・ポートタウン東（・南港フェリーターミナル）〔関西空港交通、阪神バス〕
  - JR茨木東口・阪急茨木東口〔関西空港交通、阪急観光バス〕
  - 布施駅・長田駅〔関西空港交通・大阪バス〕
  - ホテルニューオータニ大阪・日本橋駅（なんば黒門市場前）〔関西空港交通・大阪バス〕
- 伊丹空港便
  - ユニバーサル・スタジオ・ジャパン 〔阪急観光バス、阪神バス〕

## 休止・廃止路線
路線・各営業所の記事も参照のこと。

### 高速バス

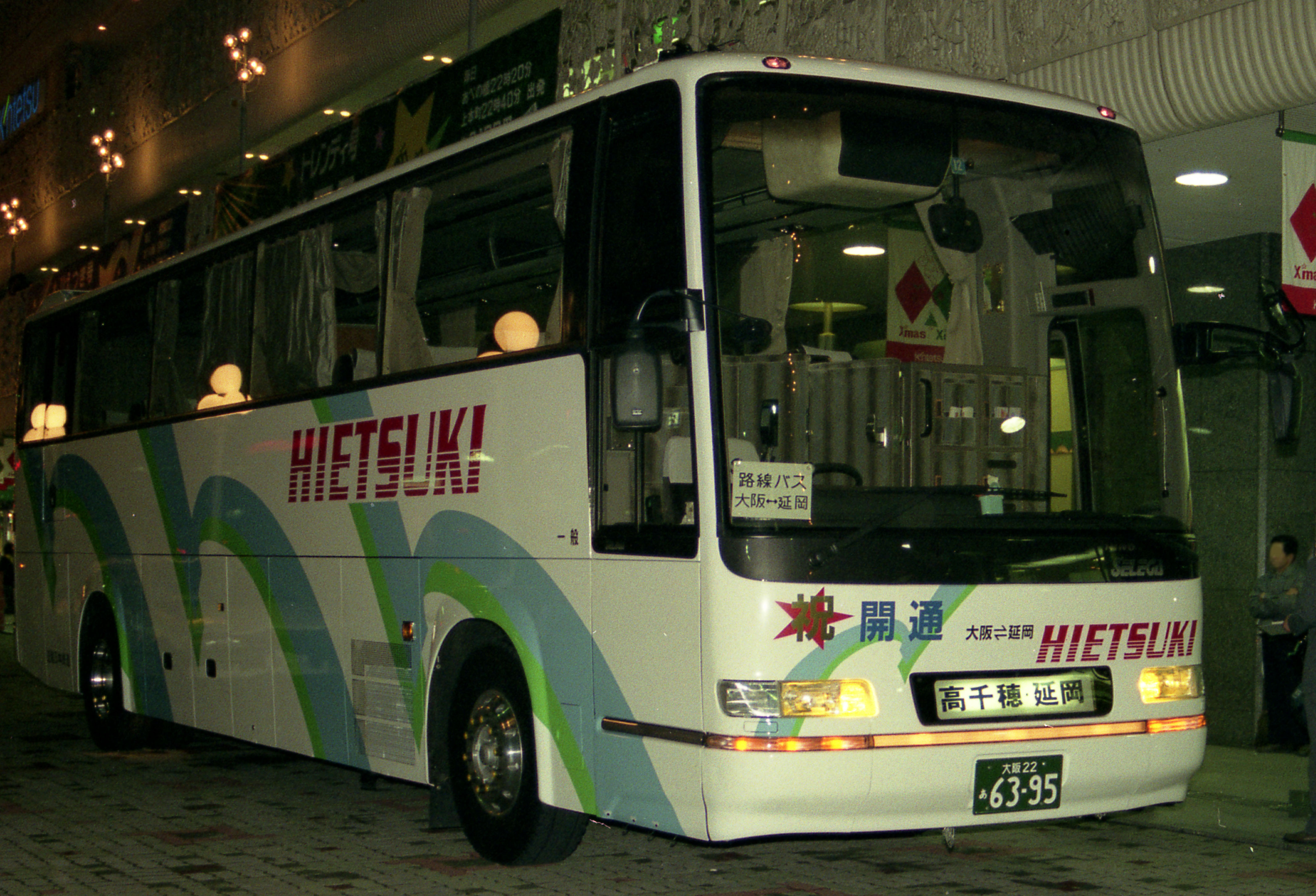
ひえつき号専用車
（1990年撮影）

- 大阪 - 高千穂・延岡 （ひえつき号）〔宮崎交通〕
- 大阪 - 別府・大分・佐伯 （初代：エメラルド号）〔大分バス〕
- 大阪・京都 - 川口・浦和・大宮 （サテライト号※初代）〔国際興業バス〕
- 大阪 - 宮崎 （初代：あおしま号）〔宮崎交通〕
- 京都・大阪・神戸 - 宮崎（2代：おひさま号）（単独運行、宮崎交通が運行支援）
- 京都・大阪・神戸 - 延岡・宮崎（3代：ひなたライナー）（同上）
- 大阪 - 横浜 （ブルーライト号）〔相鉄バス〕
- 大阪・神戸・舞子 - 中村・宿毛 （しまんとブルーライナー昼行便）
- 大阪 - 小浜 「わかさライナー」 〔福井鉄道〕
- 大阪・京都 - 川越・坂戸・熊谷 「ウィングライナー」〔2010年3月30日発までは国際十王交通との共同運行〕
- 大阪・茨木 - 八王子 （トレンディ号）（ツィンクル号に統合）〔西東京バス〕
- 京都・大阪・神戸 - 安芸・なはり 「国虎号」〔高知東部交通〕
- 茨木・京都 - 東京駅（「フライングスニーカー京都・茨木号」）〔2008年6月から東北急行バスの単独運行、2011年12月31日をもって廃止〕
- 大阪・神戸 - 鹿児島（トロピカル号）（単独運行）
- 大阪・京都 - 日立・高萩・いわき・浪江（シーガル号）〔新常磐交通〕
- 京都 - 津 「京都 - 津線」（三重交通の単独運行で存続）
- 大阪 - 四日市 「四日市特急線」 （三重交通の単独運行→西日本JRバスとの共同で「四日市ライナー大阪号」として運行）
- 大阪 - 伊賀上野 「忍者ライナー」（三重交通単独運行化ののち、2022年3月1日より運行休止）
- 大阪・京都 - 熊川宿 - 若狭三方 「三方・常神ライナー」 （単独運行）
  - 秋・冬季の土日のみ運行（土曜は大阪発のみ、日曜は三方発のみの運行）。2018年以降は運行していない。
- 大阪・京都 - 山形 「アルカディア号」〔山交バス〕
- 京都 - みなべ・田辺・白浜 「白浜ブルースカイ号」 〔明光バス、明光バス単独運行化ののち運行終了〕
- 大阪 - 福山・府中・尾道（びんごライナー）〔中国バス〕（中国バスの単独運行で運行継続）
- 八尾（JR久宝寺・近鉄八尾） - 京都 「八尾・京都特急線」[39] （単独運行）[40][41][42]
- 京都駅八条口 - 三井アウトレットパーク滋賀竜王（単独運行）
- 京都・大阪・神戸 - 岩国・徳山・防府・山口・萩 「カルスト号」〔防長交通〕

### 空港バス等
- なんばOCAT - 関西国際空港〔関西空港交通・大阪市営バス〕
- 上本町 - USJ （USJ直通バス）
- 天保山・南港 - 関西国際空港 （USJ - 関西国際空港に統合）

### 一般路線バス
市街地においても、近年は自転車との競合や運転士不足などもあり路線の減便や廃止が実施されている。
また、梅田・上本町・阿倍野橋・天満橋・本町・内本町・平野などと周辺都市を結んだ大阪市内乗り入れ路線は、大阪市営バスとの競合や道路渋滞、地下鉄ほか鉄道路線の開業・輸送改善もあり、一部を除き全廃された。一方、東大阪市や八尾市では近鉄バスの路線廃止後に大阪バスが、一部経路を変えつつ新たに進出した事例もある。
下記以外にも休止・廃止となった路線・区間は数多く存在する。
- 阪奈生駒線（梅田 - 住道・稲田車庫・産業大学および生駒登山口 -  奈良・生駒山）
- 若江線・住道線（天満橋 - 機械団地・住道・朋来住宅・産業大学）
- 生駒縦走線（生駒聖天 - 信貴山門）
- 枚岡線（上本町 - 石切神社）
- 大蓮線（布施・阿倍野橋 - 近鉄八尾 - 志紀他）[注釈 13]
- 恩智線（近鉄八尾 - 恩智 - 瓢簞山、志紀線に改編）[注釈 14]
- 志紀線（近鉄八尾 - 八尾木 - 志紀）[注釈 14]
- 上小阪線（布施 - 金物団地・花園住宅）[注釈 15]
- 富田林線（志紀 - 富田林）
- 茨田大宮線（門真団地 - 鴻池新田駅 - 機械団地）
- 柏原線（阿倍野橋 - 国分、古くは奈良まで）
- 名阪国道線（阿倍野橋 - 天理、古くは上野市まで）
- 堅上線（国分 - 王寺・雁多尾畑）
- 大堀線（出戸 - 大堀 - 天美・松原）
- 松原線（松原 - 平野）※松原以南は存続
- 堺線（国分 - 堺東）
- 吹田八尾線（八尾 - 千里丘、古くは吹田まで）〔国鉄バス・阪急バス・京阪バス〕
- 中央環状線 （布施 - エキスポランド。この路線の消滅で鳥飼営業所エリア内に他の営業所の車両が路線バスとして乗り入れることはなくなり、それにより完全に鳥飼エリアと他の近鉄バスエリアとが分断された）
- 京都線（京都 - 奈良）
- 桃山線（桃山御陵前駅 - 伏見桃山城）
- 築港枚岡線（深江橋 - 枚岡）近鉄東大阪線開業で廃止。
- 石切線（新石切 - 石切）
- 吉田住道線（吉田 - 住道）過去には東花園駅・吉田駅と加納工業団地を結ぶ路線も運行していた。
- 茨木線柱本系統（阪急茨木 - 柱本 - 鐘化前、共同運行していた阪急バスが運行を継続）
- 深夜急行バス・なんば → 富田林線

### コミュニティバス
- 四條畷市「くすのき号」〔京阪バス〕
現：四條畷市コミュニティバス。近鉄バスのみ撤退。
- 八尾市「愛あいバス」- 2008年6月30日廃止。
- みはらふれあい号（美原町→堺市美原区）〔南海バス〕- 2013年6月末廃止。
- 松原市「ぐるりん号」
自家用車両の委託運行のため、緑ナンバーではなく白ナンバーが交付される。誰でも無料で利用できる。受託終了。
- 藤井寺市公共施設巡回バス[44]
公共施設を巡回するコースを自家用車両での委託で運行。公共施設等の利用目的に限り利用可。受託終了。

## 定期観光バス

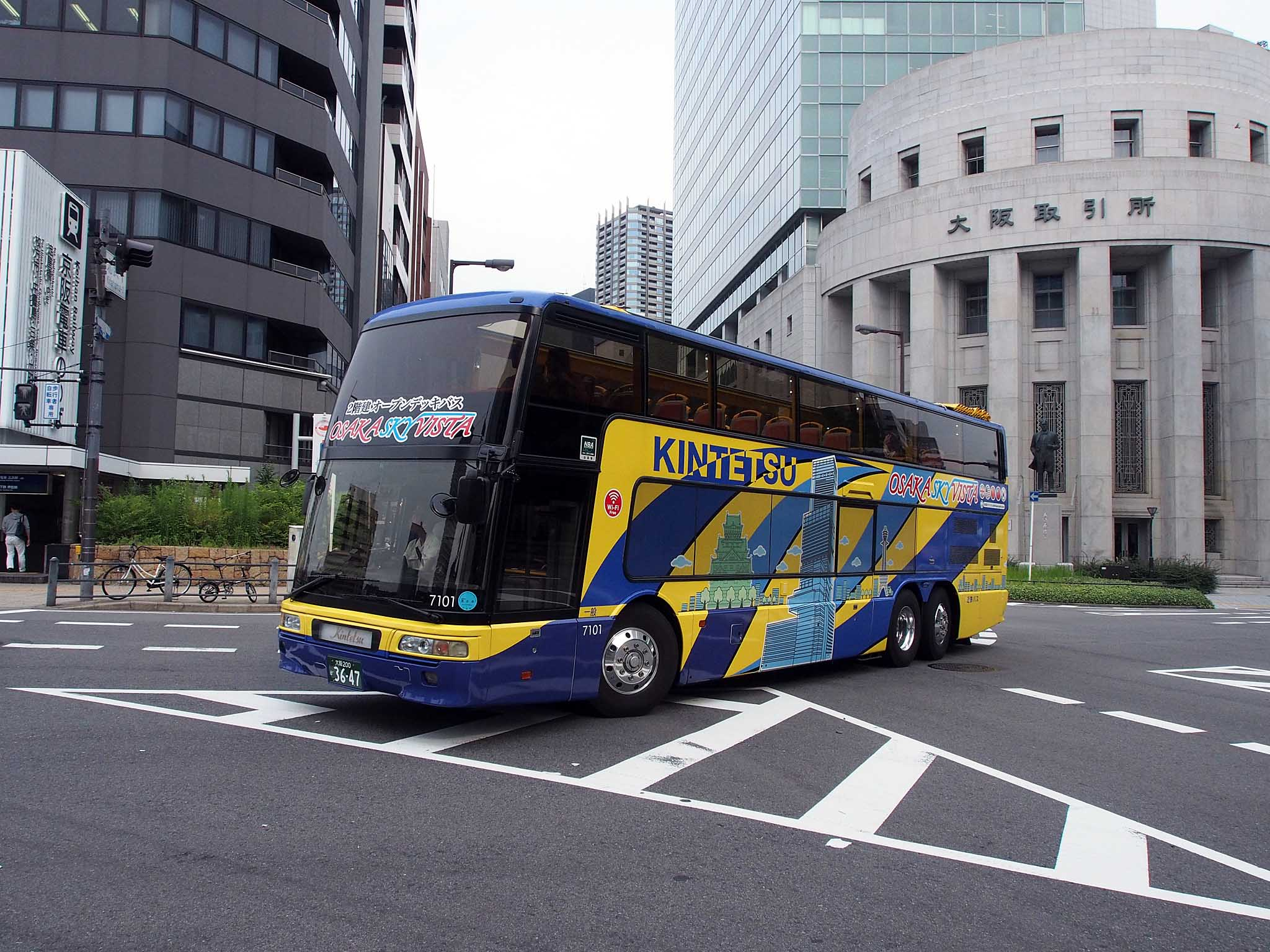
OSAKA SKY VISTA（大阪取引所付近で撮影、旧塗装時代。赤基調の塗装に変更）

2014年7月より大阪市内でオープントップバスによる定期観光バス「OSAKA SKY VISTA」を運行している。車両は高速バスとして活躍していた三菱ふそう・エアロキングを改造したもの。
開業当初は大阪上本町駅の近鉄高速バスセンターを起点に、現在の南：なんばルート4便が運行されていたが、2015年7月に北：うめだルートが新設された。
2016年2月からは大阪駅JR高速バスターミナル発着に変更されて梅田ルートとなんばルートを通年運行しているほか、御堂筋イルミネーションの時期には夜間に御堂筋を経由するルートも運行されている。

## 貸切バス事業

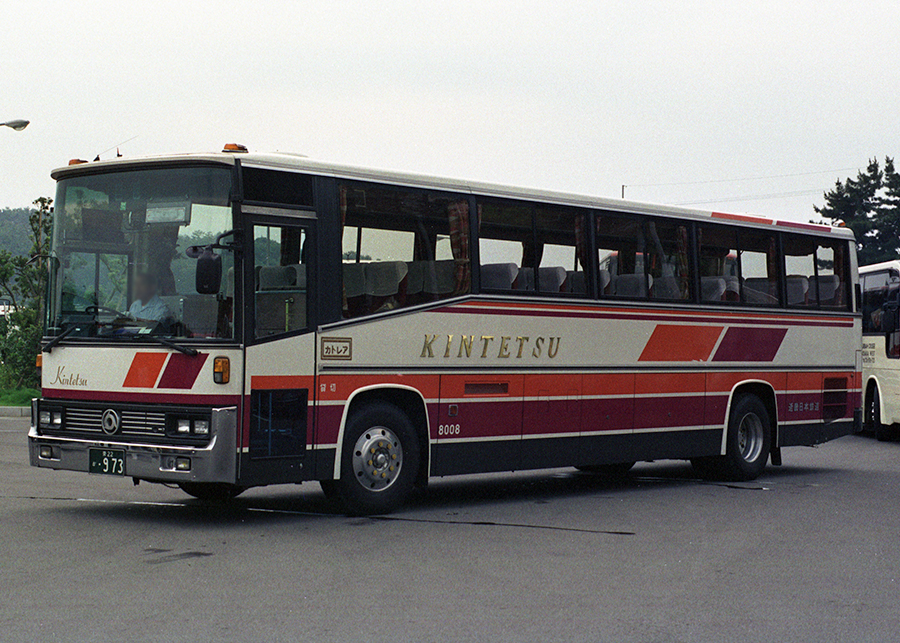
近畿日本鉄道時代の貸切車
（日野・ブルーリボン P-RU638AA、1992年）

観光バス事業は近鉄からの分社化当初、貸切バス部門の分社子会社の近鉄観光バスが経営していた。近鉄観光バスは東大阪市長栄寺に布施営業所と本社を、京都市に京都営業所（近鉄バス京都営業所内にあった）を設けていた。近鉄バスと近鉄観光バスは当時から実務面では同一会社として運営していた。また、近鉄自動車局時代の1998年まで奈良県内にも拠点（奈良営業所）を持っていたが撤退し、グループの奈良観光バスに移管した。
その後、近鉄観光バスは2006年9月1日に近鉄バスに吸収合併され、旧：近鉄観光バス布施営業所は近鉄バス布施観光営業所となった。2008年に京都府からも撤退しており、大阪府と奈良県生駒市・平群町のみでの営業となっている。

## 車両
| 近鉄バスの大型路線車日野・ブルーリボン（左）といすゞ・エルガ（右）  |  | 近鉄バスの大型路線車日野・ブルーリボン（左）といすゞ・エルガ（右） |
| 近鉄バスの大型路線車 日野・ブルーリボン（左）といすゞ・エルガ（右） |  |                                                                    |

近畿日本鉄道自動車局の時代から、伝統的に日野自動車製がメイン（観光バスは全車）であった。これは近鉄の歴代社長・会長（佐伯勇、上山善紀、辻井昭雄）が、日野自動車の監査役を務めていたことなどを理由とする。
分社化後はいすゞ自動車製の車両も導入するようになり、枚岡営業所はいすゞ車中心の配置となった。また、空港リムジンバスや2階建車など一部に三菱ふそう製も在籍する。UDトラックス（旧:日産ディーゼル）製の車両は導入していない。
ボディはいずれも純正車体を採用し、日野自動車は日野車体工業→ジェイ・バス、いすゞはジェイ・バス、三菱ふそうは三菱ふそうバス製造製の車体で導入している。富士重工業製や西日本車体工業製の車体は導入していない。
近畿日本鉄道自動車局時代の1960年代には、独自開発して1960年に導入した日本初の2階建てバス「ビスタコーチ」をはじめ、低床バスなど近畿車輛が車体を架装したバスも導入していた。1985年には、2階建観光バスビスタカー（日野・グランビュー）市販1号車を導入するなど、他社より先行した技術を多く採用していた。
1986年には日野自動車が開発した機械式AT「EEドライブ」搭載車（日野・ブルーリボン）をいち早く採用した。1995年以降は大型車は機械式ATからMT車に戻ったが、同年以降の小型車（日野・リエッセ、日野・ポンチョ）や一部大型車でトルクコンバーター式AT車も採用された。2015年後期からは大型車でもトルクコンバーター式AT車の導入を進めている。
一般路線車は、路線環境により大型・中型・小型車を配備している。大型は松原営業所、鳥飼営業所の一部には長尺車、他の営業所は短尺車を配備する。1998年からワンステップバスを採用。ノンステップバスは中型幅10.5m車などで採用していたが、大型は2011年以降、中型は2012年以降の新車で全面的に採用している。
地元自治体からの補助を受け、低公害バスとしてCNG車、ハイブリッド車も保有する。全国的にも導入例が少ない日野・ブルーリボンシティCNGが導入された（近鉄バスのほか、京阪バス、南海バス、名古屋市交通局に導入）。
2022年2月17日から、東大阪病院線と警察病院線に電気バス（BYD製J6）2台を導入し運行開始した。2022年度には4、5台を追加導入する予定。

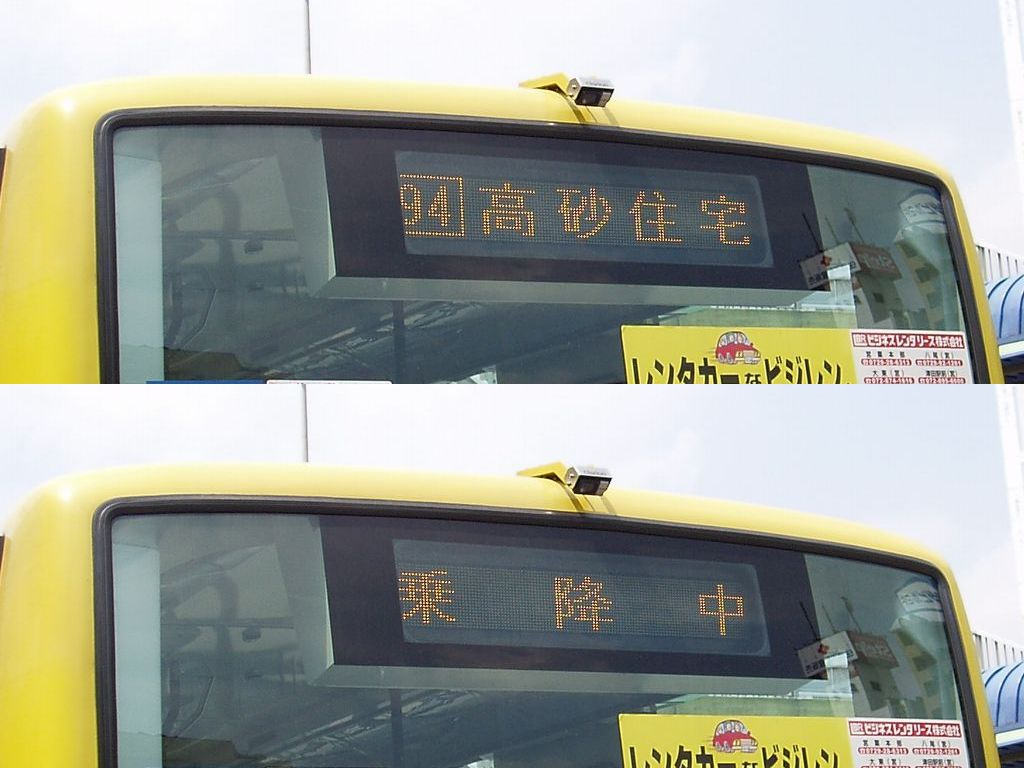
後面のLED表示。ドアが開いている際には、行先と「乗降中」を交互に表示する

独自仕様としては、LED行先表示機車両における乗降扱い中には、後面の表示で行先と「乗降中」を交互表示するものが挙げられる（同様の表示は、同じ近畿地方の事業者である高槻市営バス、山陽バス、阪急バス、南海りんかんバスなどでも見られる）。また、左後輪の巻き込み防止対策のカバーはツーステップ車時代から採用しているが、大阪市営バス→大阪シティバスや奈良交通でも同様に古くから採用していたほか、2000年代以降に阪急バスや阪神バスなどで採用が広がっている。
高速車は、2階建車での運行路線を除き、かつては基本的に夜行高速路線はスーパーハイデッカー、昼行高速路線はハイデッカーで導入されていたが、2008年以降に導入された夜行高速路線用の新車はハイデッカーとなっている。2階建て車両での高速バスは2018年に運行を終了しており、一部車両は定期観光バスへ転用されている。
貸切車は、企業送迎や学校送迎用として、路線タイプからマイクロバスまで各営業所に配備している。
2017年4月、運転士教育の充実による安全性向上などを目的として安全運転訓練車を導入した。車両は一般路線車（元・八尾営業所所属の社番6261・日野LKG-KV234L3）から転用し、東急テクノシステムで改造を行った。この安全運転訓練車は布施営業所に所属し、各種教習に使用している。

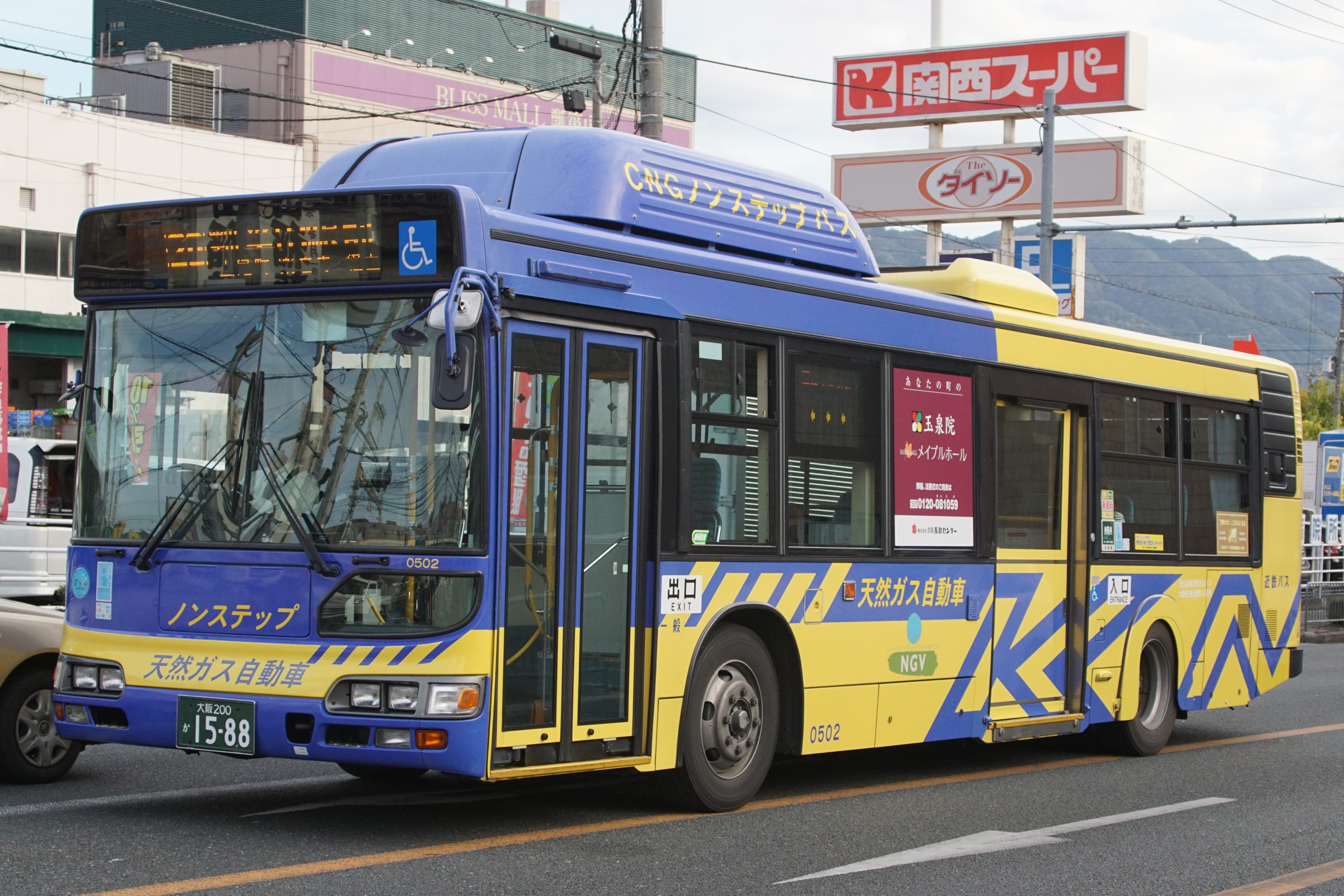
CNG車 日野・ブルーリボンシティCNG
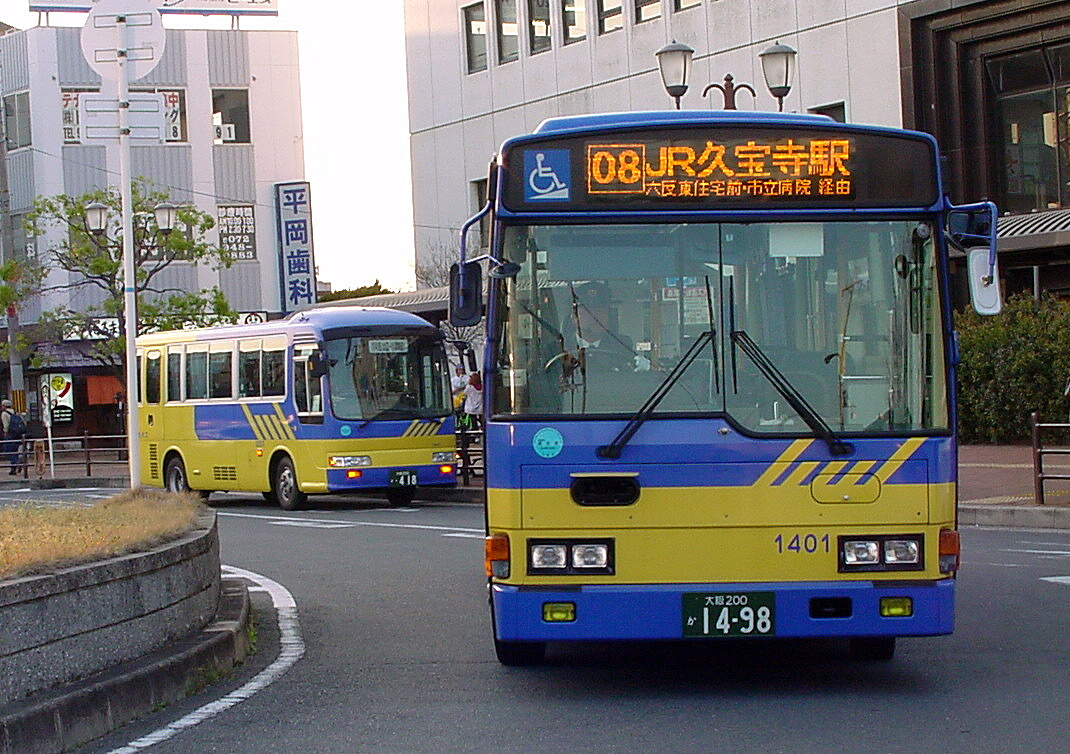
日野製中型車・小型車 レインボーRJ、リエッセ
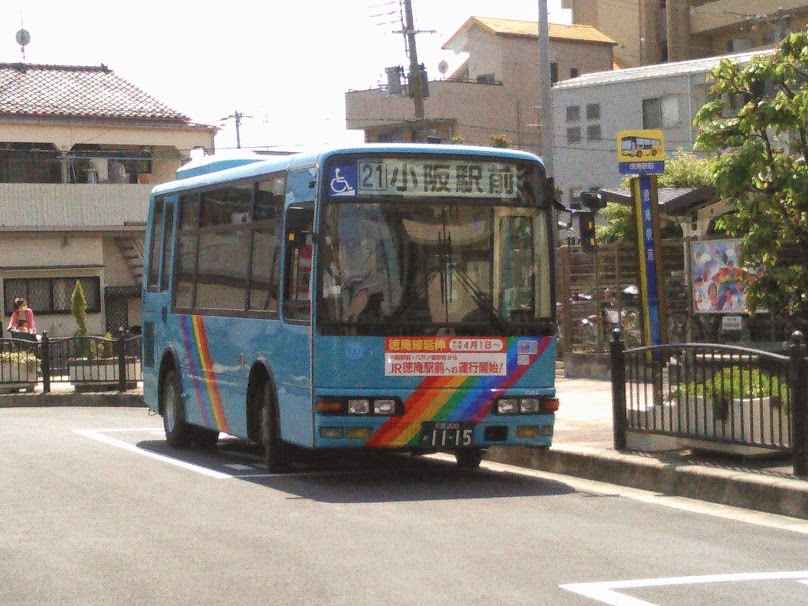
三菱ふそう製小型車 近鉄バスでは最初で最後のエアロミディME
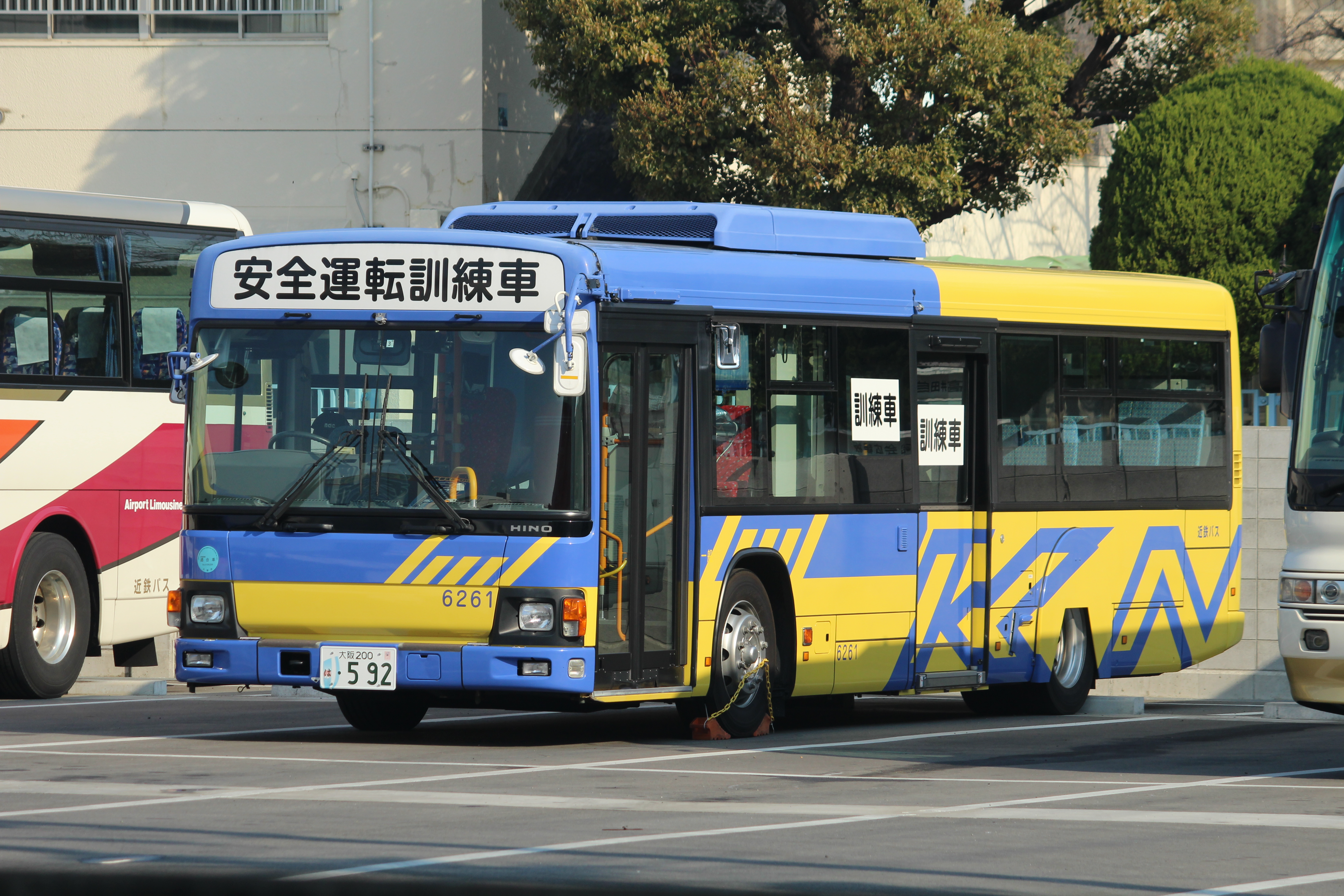
近鉄バス安全運転訓練車 （布施営業所、敷地外公道より撮影）

### 車両番号
出典
| 2    | 8    | 04   |
| ---- | ---- | ---- |
| 車種 | 年式 | 番号 |

- 車種
0…日野小型車（マイクロバス、コミュニティー車両）、特殊車（リフト付き・ハイブリッド・CNG）
1…日野中型車（9mクラス）
2…日野高速車（3列シート）
3…電気バス（BYD車）
5…いすゞ大型車
6…日野大型車（路線系）
7…三菱ふそう車
8…日野高速・空港リムジン・観光車（4列シート）
9…いすゞ中型車
- 年式
昭和時代は和暦の下一桁[注釈 18]だったが、平成以降は西暦の下一桁となっている。2020年の場合であれば、二桁目の0の数字が入る。
- 号車番号
購入順の固有番号

### カラーリング
1994年に導入された一般路線車の標準塗装は、黄色と青で近畿日本鉄道のイニシャル「KN」を含む複雑な模様を表しているが、ラッピング車両も多い。過去に在籍した鳥飼営業所所属のCNGバスは黄色を主体とした特別塗装となっていた。また、2016年より導入された新型ブルーリボンハイブリッドバスは、模様はそのままで色が白と水色になっている。
2019年8月には、近鉄バス（分社後）営業開始20周年を迎えることを記念し、1980年代に使われていたクリームにダークレッドの復刻塗装車両を大阪府内の6営業所に各1台導入した。
夜行高速用車のカラーリングは、開設当初は路線ごとに異なったデザインを採用していたが、白とグリーンを基調に「Kintetsu The Express Cruiser」のロゴが側面に入ったデザインに統一された。昼行高速用車両は夜行高速用と同一デザインだが、貸切用途から転用した車両は観光塗色のまま運行されている。貸切・観光用車両（経法大線用路線車を含む）は白をベースに赤紫・オレンジ・金色のラインが入ったものである。
空港リムジン用車両は関西空港交通と共通のデザインを採用していたが、近年投入された車両は観光車の塗色を採用し、2種類のカラーリングが混在している。
コミュニティバスなどは各路線ごとの独自デザイン、もしくは一般路線塗装を採用している。
2019年12月に松原営業所へ配置された日野レインボー（ドライバー異常時対応システム(EDSS)装備、2KG-KR290J4）から、路線車の標準塗装にロゴが追加され、前面は「KINTETSU」、側面の前輪タイヤハウス後部には「KINTETSU-BUS」と記されるようになった。
2022年及び2023年に導入した電気バスは小型・大型ともにライトグリーンがベースの塗装となった。

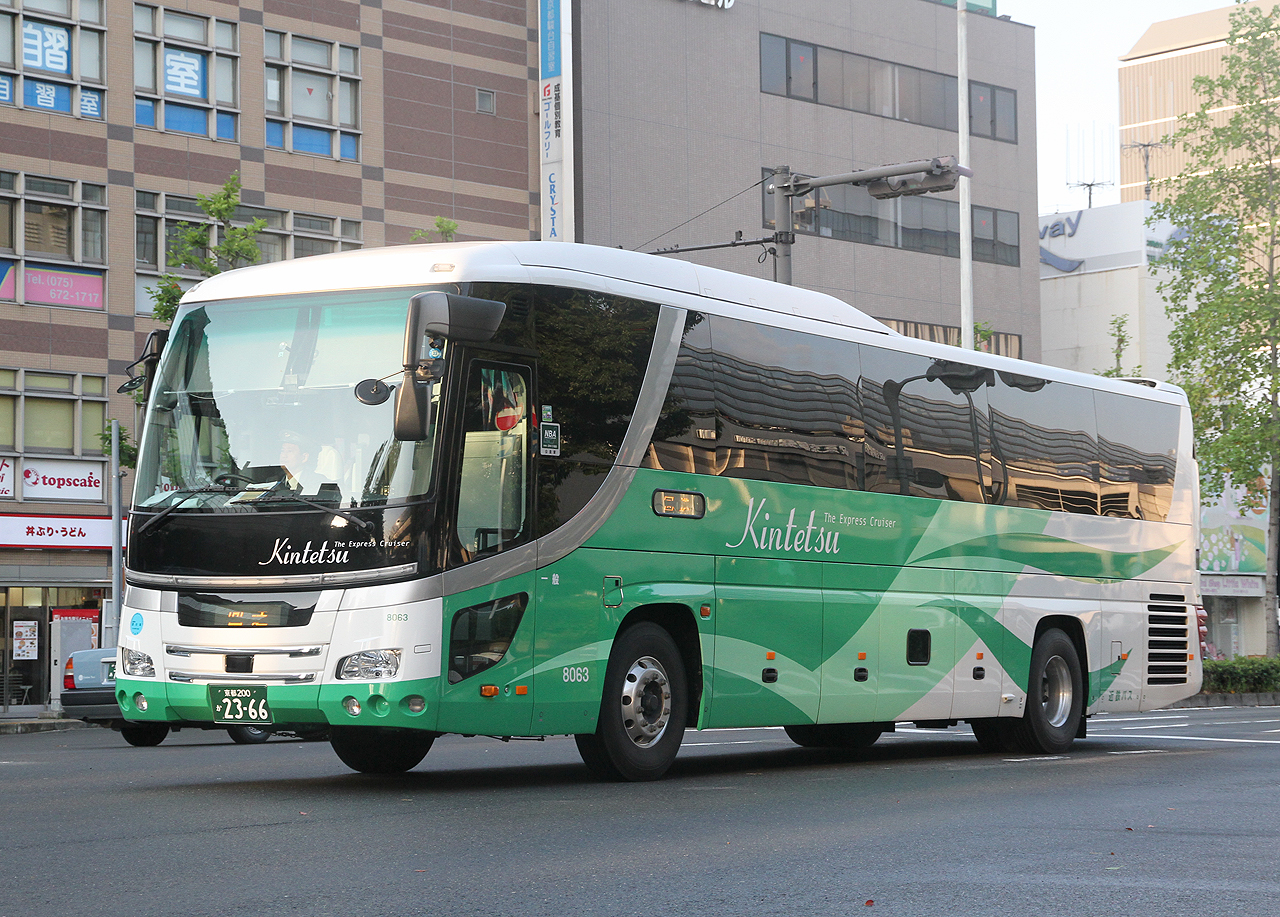
夜行高速バスカラー
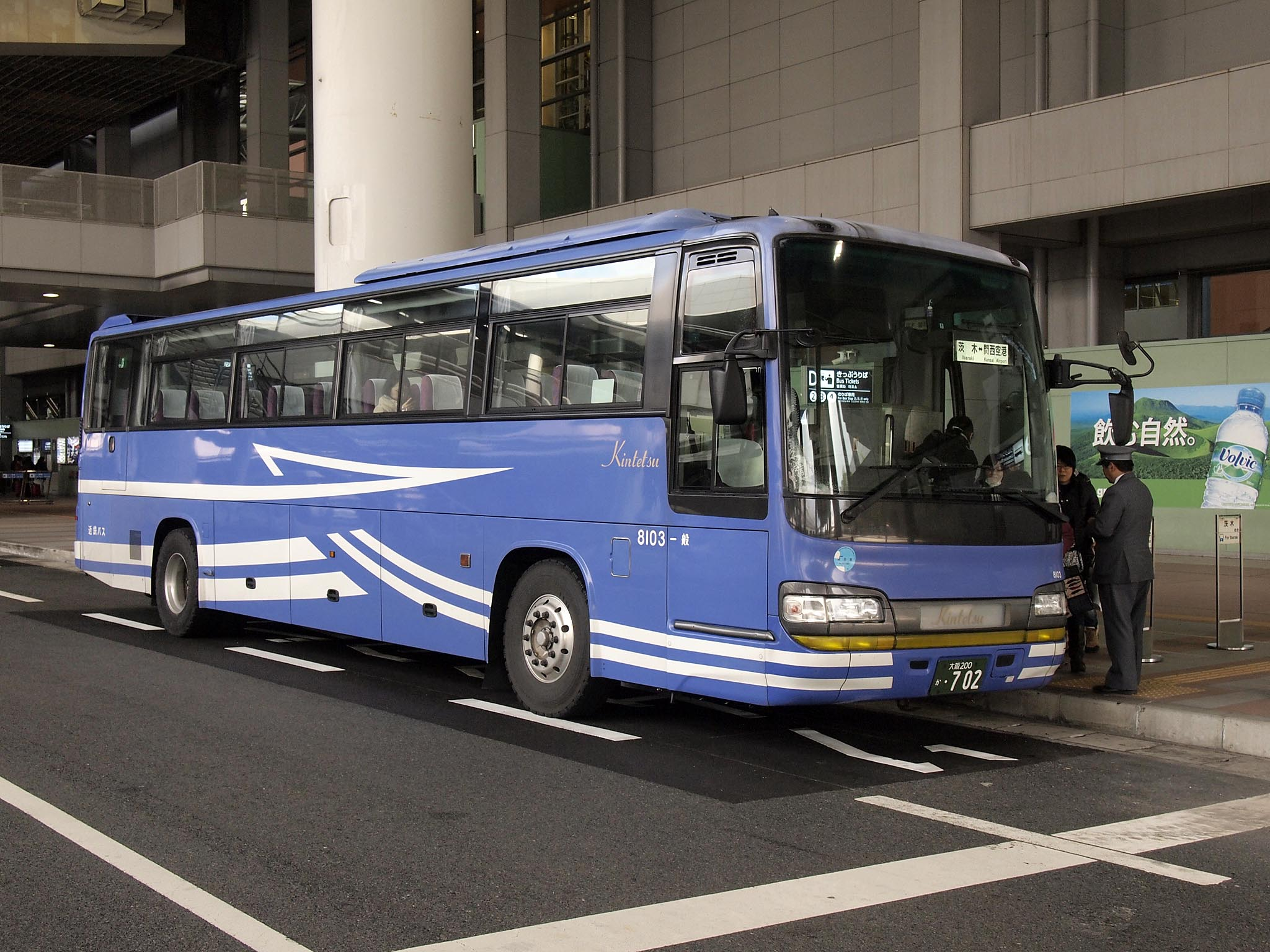
空港リムジン（関西空港交通色）
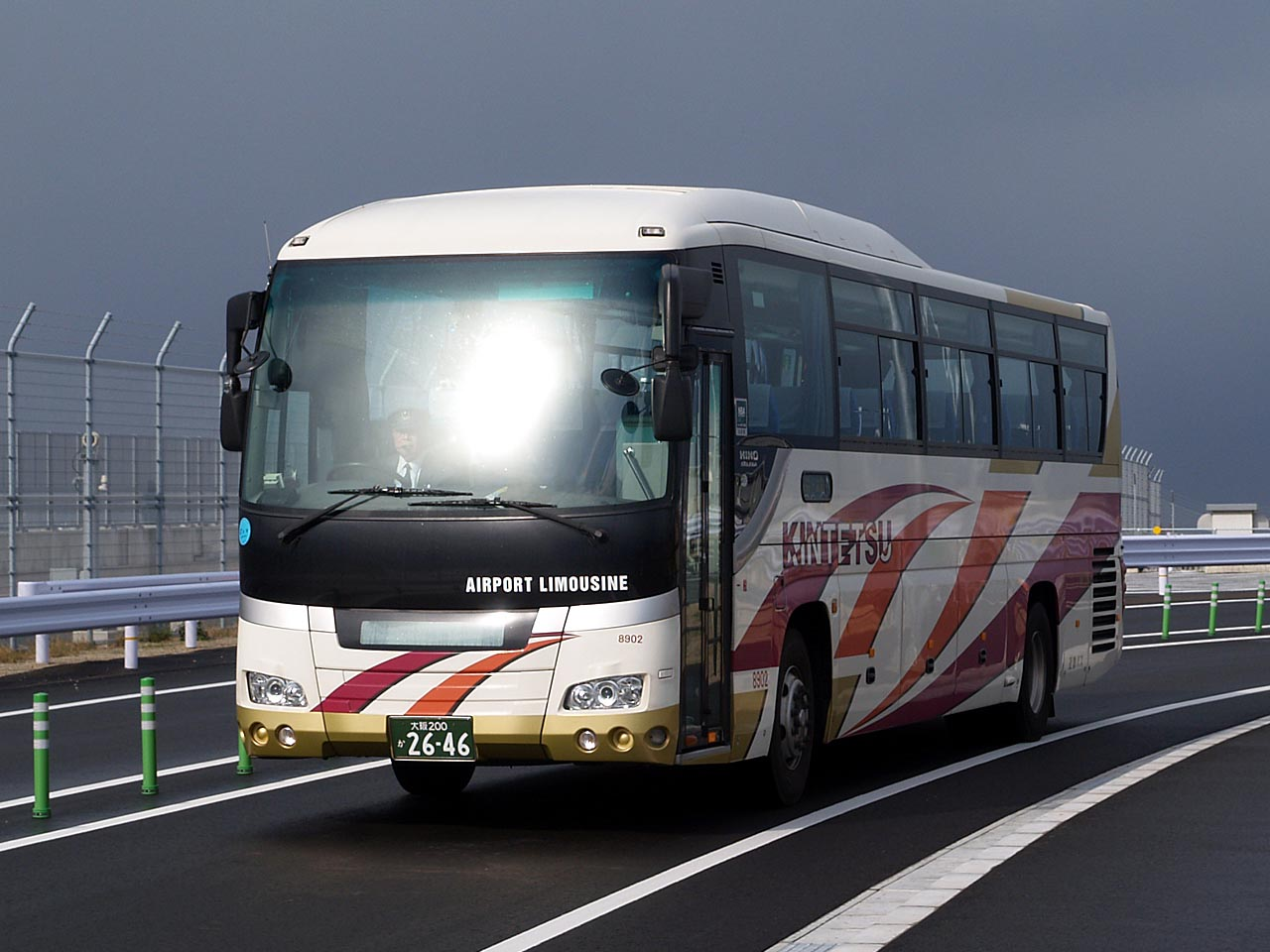
空港リムジン（観光カラー）
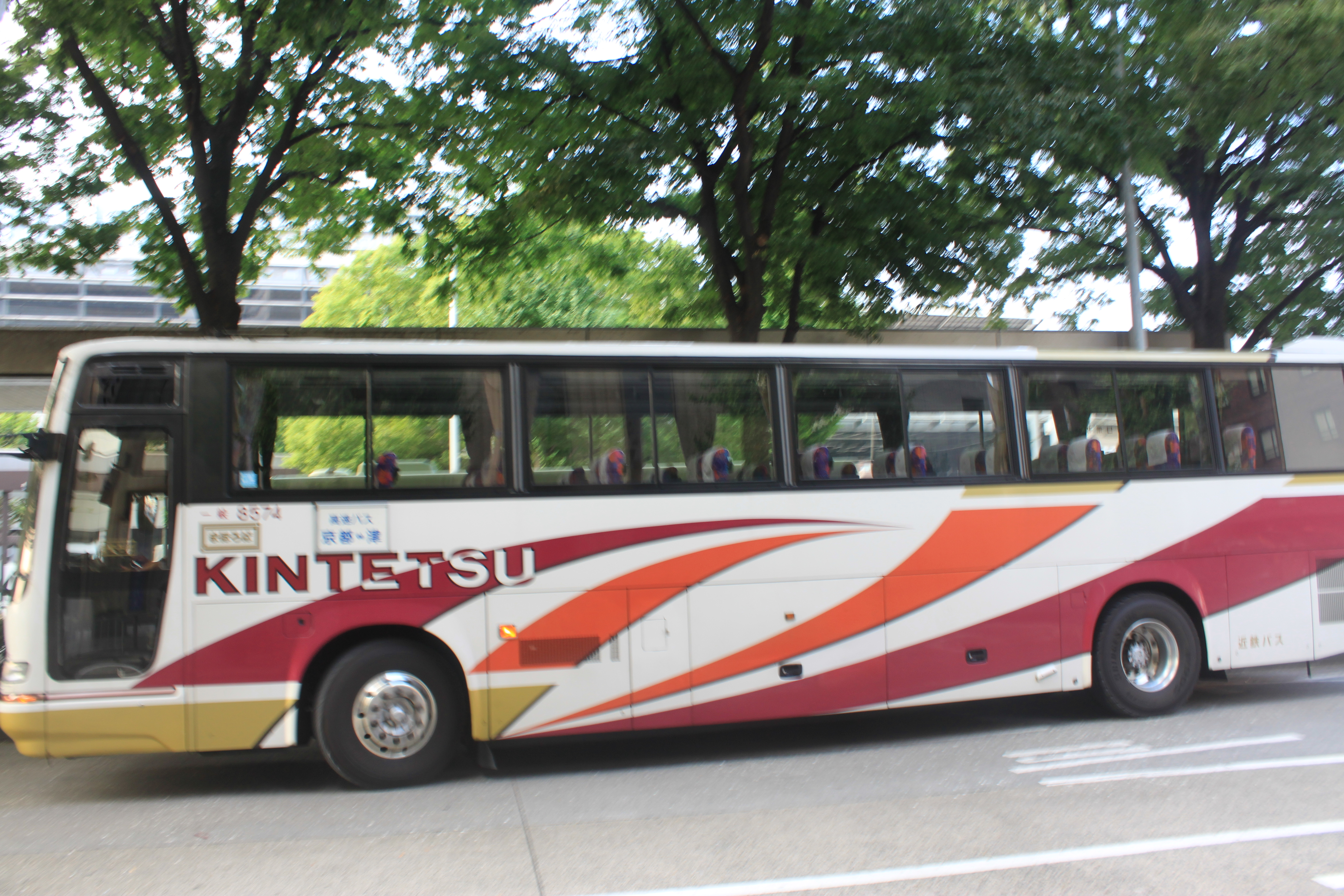
高速車（観光カラー）
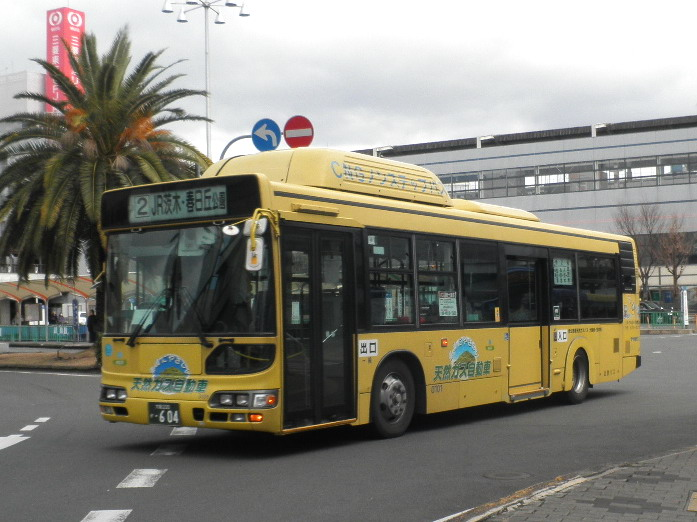
鳥飼営業所に所属していたCNG車（廃車済）
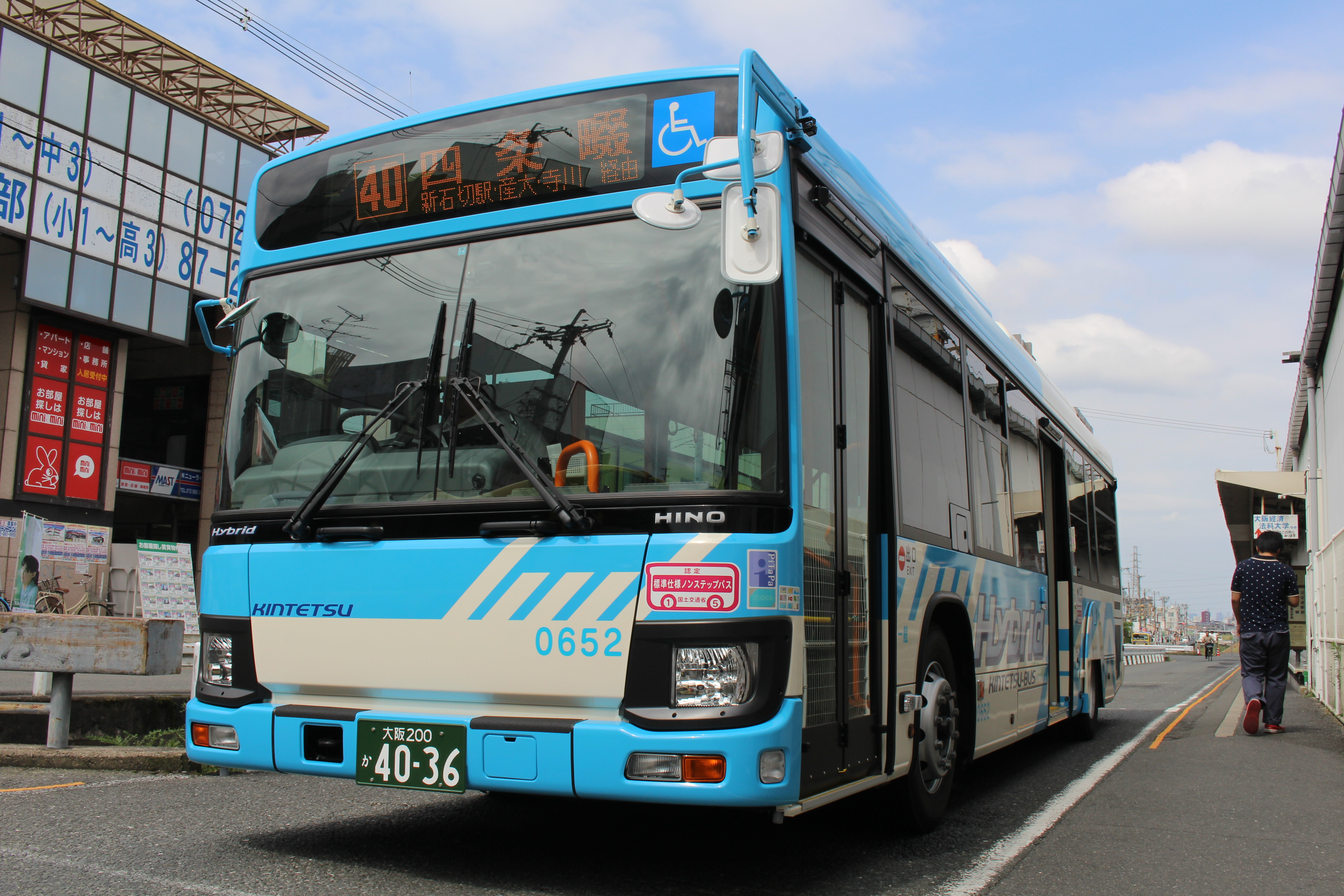
近鉄バス 日野新型ハイブリッド塗装
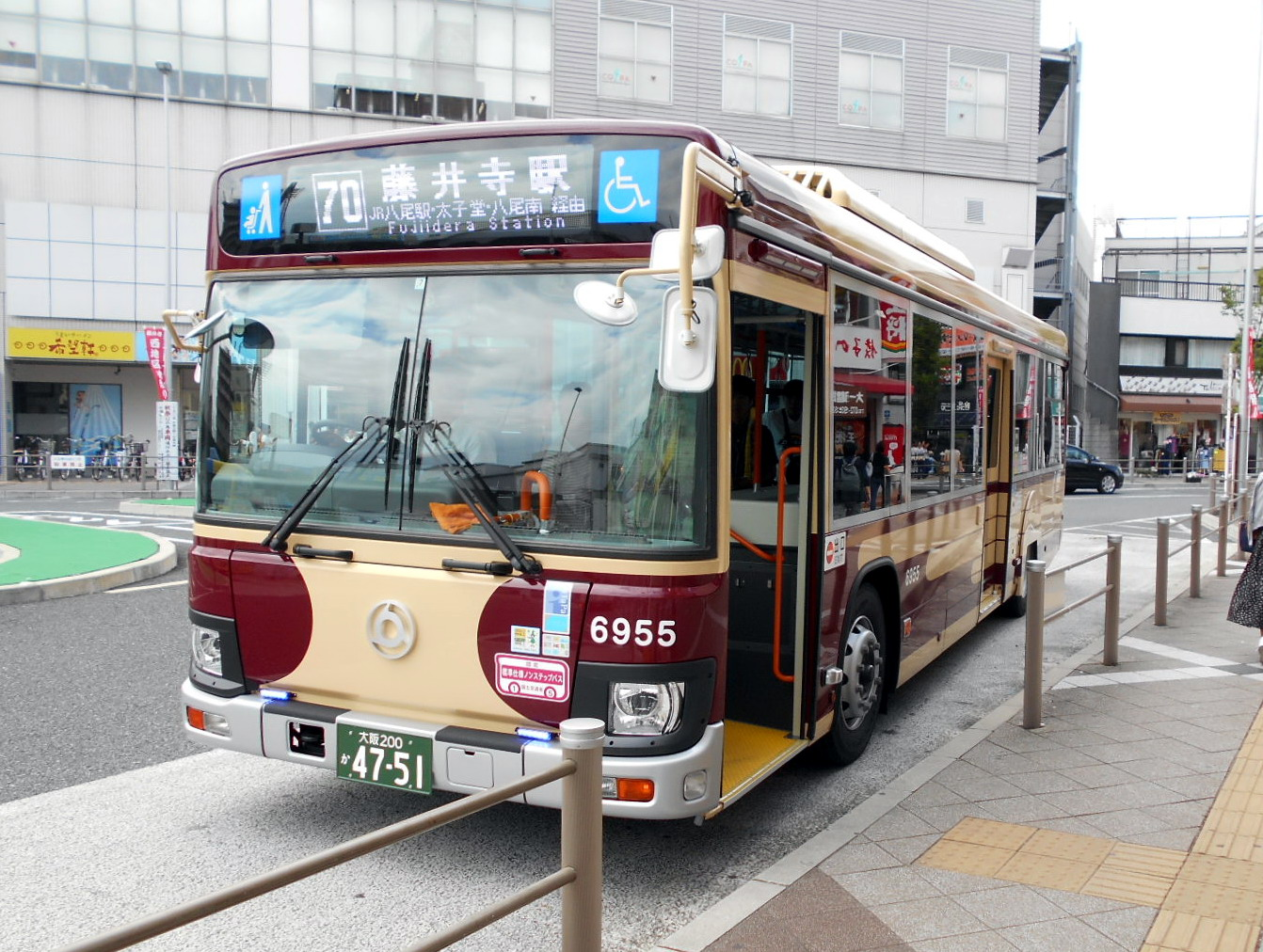
1980年代の復刻塗装車
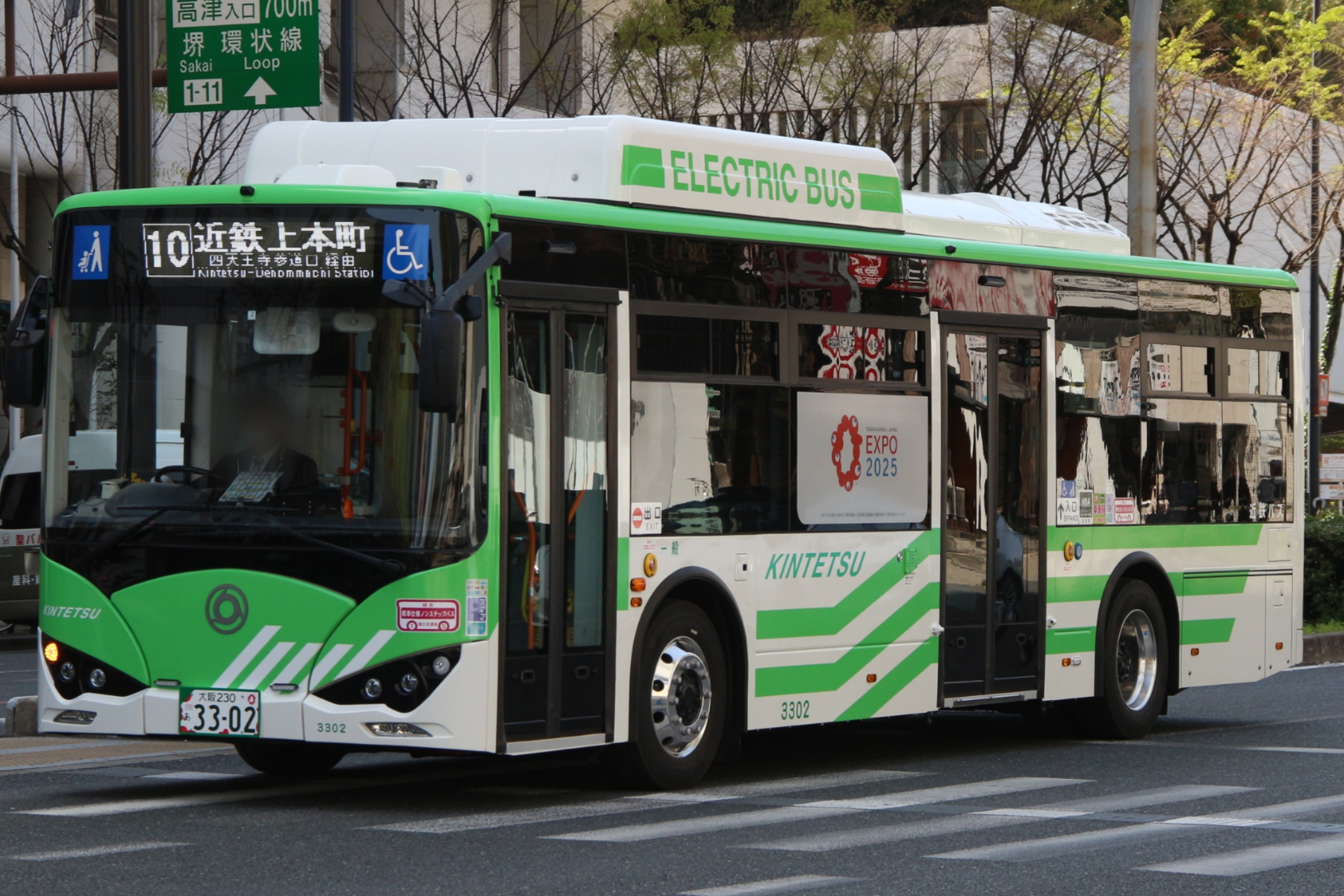
2023年に導入した大型電気バス

### 車両の転属・譲渡
近鉄バスで役目を終えた車両は、奈良交通・防長交通・北日本観光自動車などのグループ会社（過去にグループだった明光バスも含む）へ移籍しているほか、一部はグループ外の事業者にも譲渡されている。
以前はおおむね15年で車両代替を行っていたが、2003年以降は大阪府内が排出ガス規制強化地域に指定され、車両代替のサイクルが短縮したことから除籍車両の譲渡が増加しており、特にグループ会社への譲渡が多い。グループ会社への譲渡の場合は塗装を大きく変更せず供用する場合もある（特に明光バスや防長交通への譲渡例で多く見られる）。また、高速バス路線開設時に共同運行先へ高速バス車両を譲渡するケースも少なからずある。
社内での車両転属は、近畿日本鉄道直営時代から一部の車両は大阪府より排出ガス規制の緩い京都営業所に転属しており、かつて近鉄直営時代にあった奈良営業所にも同様の転属を行なっていた。